# 古アッシリア時代
古アッシリア時代はアッシリアの歴史における時代区分。初期アッシリア時代に続く時代であり、時間的範囲は都市アッシュルがプズル・アッシュル1世（在位：前2025年頃）の下で独立した都市国家となってから、アッシュル・ウバリト1世が即位（前1363年頃）し、アッシリアが巨大な領域国家となるまでの期間である。アッシュル・ウバリト1世以降は中アッシリア時代とされている。古アッシリア時代は明確なアッシリア文化の発展が裏付けられる最初期の時代である一方、地政学的には激動の時代で、アッシュルは数度にわたって外部の勢力に支配されたりその宗主権の下に置かれたりした。この時代にはまた、アッカド語のアッシリア方言が明確な形をとって登場し、独自のアッシリア暦が使用され、アッシュル市が一時的に国際交易の拠点になった。
古アッシリア時代のアッシュルは基本的に都市国家であり政治的・軍事的な影響力は弱かった。強力な君主として君臨した後代のアッシリア王たちとは対照的に、古アッシリア時代の王はアッシュル市の行政機構における第一人者の役人に過ぎず、通常はšar（王）ではなくIšši'ak Aššurという称号を用いていた。これは「（神）アッシュル（の代理たる）副王/総督」と訳せる。王たちはアッシュル市の実際の行政主体であるアールム（Ālum、民会）を主宰した。このアールムはアッシュルの住民の中の有力者で構成されていた。軍事力・政治力に欠けてはいたが、アッシュルはエリシュム1世（在位：前1974年頃-前1935年頃）の時代から前19世紀末まで、東はザグロス山脈から西はアナトリアまで延びる大規模な交易ネットワークの中心であり、アッシリア人はキュルテペに代表されるような商業植民地を交易路上の各地に建設した。
プズル・アッシュル1世（在位：前2025年頃）によって創立された最初のアッシリア王家は前1808年頃にアムル人（アモリ人）の征服者シャムシ・アダド1世によってアッシュル市が征服され終焉を迎えた。シャムシ・アダド1世はシュバト・エンリル市を拠点として「上メソポタミア王国」とも呼ばれる王国を建設したが、この王国は前1776年頃の彼の死と共に崩壊した。シャムシ・アダド1世死後、中アッシリア時代が始まるまでの出来事についてはよくわかっていないが、まずはアッシュルと周辺地域、そしてバビロン第1王朝、マリ、エシュヌンナなどの帝国・諸国との間で数十年にわたって頻繁な紛争が繰り広げられたと見られ、またアッシュル内部の権力を巡っての争いがあったと思われる。この争いを経て、アッシュル市はアダシ王朝（前1700年頃）の下で独立した都市国家として再建された。その後アッシュルは前1430年頃にミッタニ（ミタンニ）王国の属国となったが、前14世紀にミッタニが隣国ヒッタイトに対して劣勢に立たされるようになると自立し、一連の戦士王たちの下で巨大な領域国家へと姿を変え始めた。
キュルテペのアッシリア人の商業植民地で発見された22,000枚以上に達する粘土板文書の膨大な楔形文字の記録を通じて、古アッシリア時代の文化・言語・社会について多くの情報を集めることができる。他の古代オリエントの社会と同様、古アッシリア時代には奴隷制が敷かれていたが、文書中に見られる奴隷にまつわる用語の使用法の混乱から、奴隷と見られる人々の全てではないにせよその多くが実際には自由人の家臣（free servants）であった可能性がある。男性と女性は異なる義務と責任を持っていたが、程度の差はあれ同様の法的権利を持っており、両者に財産の相続、遺言の作成、離婚手続きの開始、交易への参加が認められていた。古アッシリア時代の信仰における主神は後の時代と同じようにアッシリアの国家神アッシュルであった。この神は恐らく、初期アッシリア時代よりも前に都市アッシュル自体が擬人化されて誕生した神である。

## 用語
現代の研究者は数千年におよぶ古代アッシリアの歴史を政治的事件と言語の段階的変化に基づいていくつかの段階に分けている。「古アッシリア」はこの段階の1つであり、ある時間的範囲に与えられたラベルである。2008年にクラース・フィーンホフが定義したように、この用語は「アッシリアの（Assyrian）、と呼ぶに足る歴史学的復元が十分に可能な古代アッシュルの文化の最初期の段階」に適用され、「アッシリアの（Assyrian）」とは、ここでは領域的な領土を統治する国家としてのアッシリアではなく、都市アッシュルとその文化を意味する。アッシリアが小さな都市国家から広大な領土を統治する王国となったのは続く中アッシリア時代に入ってからのことである。従って「古アッシリア」は歴史、政体、経済、宗教、言語、そしてアッシュルとその人々の独特な特徴を指すものであり、その期間はアッシュルの最初期の歴史記録が得られる時期から中アッシリア時代の始まりまでにあたる。専門家の間ではアッシュル市を中心とした国家を領域的な広がりを含意するアッシリアと呼ぶことは誤った理解を招くため、この時代のアッシュル市の国家はアッシリアではなく「都市国家アッシュル」などのように呼ぶことが通例となっている。アッシュルは一般に古アッシリア時代の始まりとされる年代よりも遥かに古くから存在するが、古アッシリア以前の初期アッシリア時代についてわかっていることは遥かに少なく、またアッシュル自体はこの時代には独立した勢力にはなっておらず、南メソポタミアに次々と勃興した国家や帝国の一部を成していた。

## 歴史

### プズル・アッシュル1世とその王朝
一般にアッシュルはプズル・アッシュル1世（在位：前2025年頃）の下で独立した都市国家となったと考えられている。プズル・アッシュル1世については、その子孫（アッシリアの最初の王朝）たちが、彼はアッシュルを取り巻く市壁の修復者であると書き記しているが、それ以外ほとんど何もわかっておらず、どのようにして彼が権力を握ったのかも不明瞭である。アッシュルの独立はウル第3王朝の王イッビ・シン（在位：前2028年頃-前2004年頃）の頃に達成されたと見られる。彼の時代、ウル第3王朝は周辺地域を掌握できなくなっていた。紀元前2千年紀の前半はアッシュルの現存史料が極めて少なく、その結果として当時のアッシュル市、その住民と君主についてわかっていることもあまり無い。この頃の現存する王碑文はほとんどもっぱら建設事業について語っている。独立勢力となった後、プズル・アッシュル1世とその後継者たちはかつてのアッカド王やウル王たちが使った「王（シャル、šar）」という地位を主張することはなく、副王・総督（Išši'ak）という形式をとり続けた。そしてアッシリアの国家神アッシュルこそが王であり、アッシリアの支配者たちは地上におけるその代理人に過ぎないとした。プズル・アッシュル1世の王朝が存続した時代のアッシュルは5,000人から8,000人程度の人口を有するに過ぎなかった。よってその軍事力は極めて限られたものであったに違いなく、軍事的な組織について物語る史料は全く存在しない。アッシュルに臣従する周辺の都市も存在せず、アッシュルの君主と隣国の政治的な取り決めの記録すら全くない。
アッシリア王の現存する最も古い既知の碑文はプズル・アッシュル1世の息子・後継者のシャリム・アフムによるもので、アッシュルに捧げる神殿を「彼自身の生命のため、彼の都市の生命のため」建設したことを記録している。シャリム・アフムの息子・後継者のイルシュマは知られている限り外国の出来事に介入し、遠征と交易を始めた最初のアッシリア王である。イル・シュマのある碑文では「アッカド人（即ち、南の人）と彼らの子供たち」と交易を始め、銅を売却したと主張している。イル・シュマによる南の諸王への銅の販売が可能であったという事実は、当時のアッシュルが国内外を支えるのに十分な銅を生産していたことを示すことから重要である。銅自体がどこから来たものであるのかは不明であり、アッシリアの鉱夫が北西のエルガニまで長い旅をしたのかもしれない。エルガニは後の文書で重要な銅採掘地であると描写されている。彼の碑文によれば、イル・シュマはアッシュル市の水源および市壁用のレンガの生産のために井戸を作った。イル・シュマの息子・後継者のエリシュム1世（在位：前1974年頃-前1934年頃）はさらに大きな成功を収めた王だった。彼は統治年数が『アッシリア王名表』（アッシリア王と彼らの統治年数を記録した後世の文書）に記録されている最初の王である。エリシュム1世は現在知られている限り最古の自由貿易を試み、大規模な国外交易の主導権を完全に民衆に任せた。諸神殿や王自身のような大きな機関が交易に参加していたが、資金自体は民間の銀行家によって賄われ、彼らは交易の冒険に伴うリスクのほとんど全部を担っていた（しかしまた利益の大部分を得てもいた）。エリシュム1世の努力を通じて、アッシュルは速やかに北メソポタミアの重要な交易拠点としての地位を確立したと見られる。エリシュム自身も通行料を通じていくらかの資金を得ていた。通行料はアッシュル市の拡張にも投入され、アッシュル神殿は再建・拡張され、新しくアダドの神殿も建設された。
エリシュムの息子・後継者のイクヌム（在位：前1934年頃-前1921年頃）はアッシュル周囲の城壁を再建した。この事業にはアッシュルそれ自体のみならず広い範囲に建設された商業植民地の銀取引による利益があてられた。この城壁再建が必要になったのが通常の経年劣化のためか戦争による損傷のためなのかはわからない。南方の都市国家エシュヌンナとの衝突の間に城壁が損傷を受けた可能性もある。当時エシュヌンナは拡張主義的な政策を取っていた。いずれにせよ、この城壁再建はイクヌムの息子サルゴン1世（在位：前1920年-前1881年頃）の長い治世まで完了しなかった 。サルゴン1世の治世はアッシリア人の交易活動が1つの頂点を迎えた繁栄の時代であったと見られるが 、彼の息子プズル・アッシュル2世（在位：前1880年頃-前1873年頃）と孫ナラム・シン（在位：前1872年頃-前1829/1819年頃）の治世はアッシリアが外国の脅威に晒された時代であったようである。最初の脅威はエシュヌンナのイピク・アダド2世であり、次いでアッシュル近くに位置する都市エカラトゥムのより強大なシャムシ・アダド1世がアッシュルを脅かした。

### 商業植民地

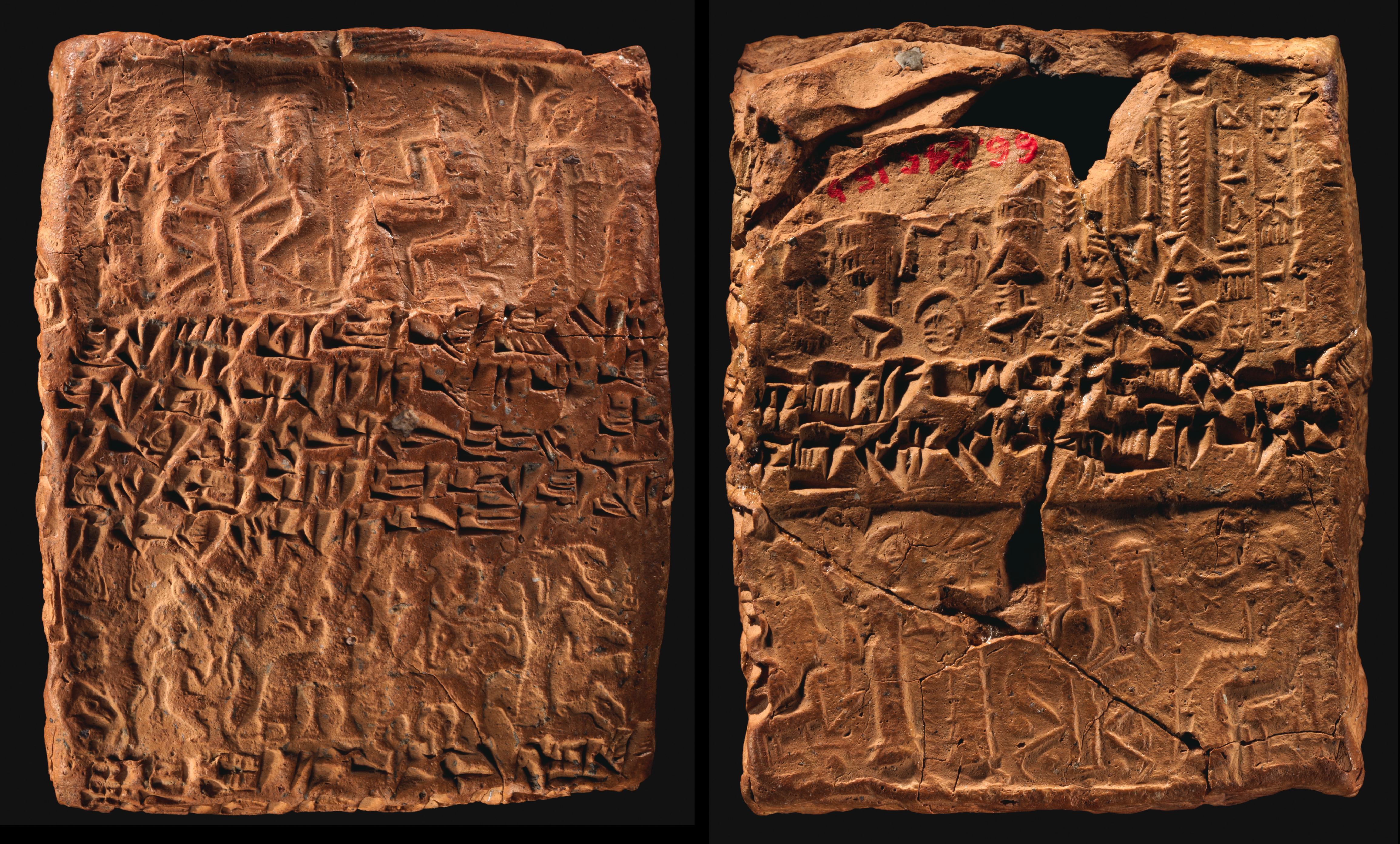
キュルテペで発見された借款の返済を記録した古アッシリア語の楔形文字文書。4つの異なる円筒印章が押印されている。

アッシュルから発見された史料は乏しいが、古アッシリア時代におけるアッシリア人の社会と活動の文書記録は豊富に現存している。当時の記録はアッシュルや北メソポタミアからではなくアナトリア中央部で発見されている。古アッシリア時代の粘土板文書群で最も良く知られているものは、現代のカイセリ近くにある遺跡キュルテペで発見されたものである。キュルテペは古アッシリア時代にはカネシュ（Kanesh）と呼ばれており、自らの王たちによって統治される一つの都市国家であった。アッシリア人は（アッシュルから）北西にあるキュルテペの「下の町」に商業植民地（カールム、karum）を設立した。アッシリア人の商業植民地のうちIb層（前1833年-前1719年）とII層（前1950年-前1836年）という2つの層が考古学的に調査されている。II層は22,000枚もの楔形文字粘土板文書が残されていたことから特に重要である。これらの粘土板文書によって長距離かつ広範囲のアッシリア人の交易ネットワークの存在が証明されている。この商業ネットワークはアッシュルを中心とし、アナトリア中央部全域と恐らくはメソポタミアにもより小規模な交易拠点が構築されていた。キュルテペの商業植民地はこの重要な結節点であった。この交易ネットワークはアッシリア人によって歴史的記録の中に残された最初の重要な痕跡である。アッシュルは比較的小規模かつ軍事的な成功の歴史を持たなかったにもかかわらず、この交易ネットワークにおける中心的地位を維持していた。

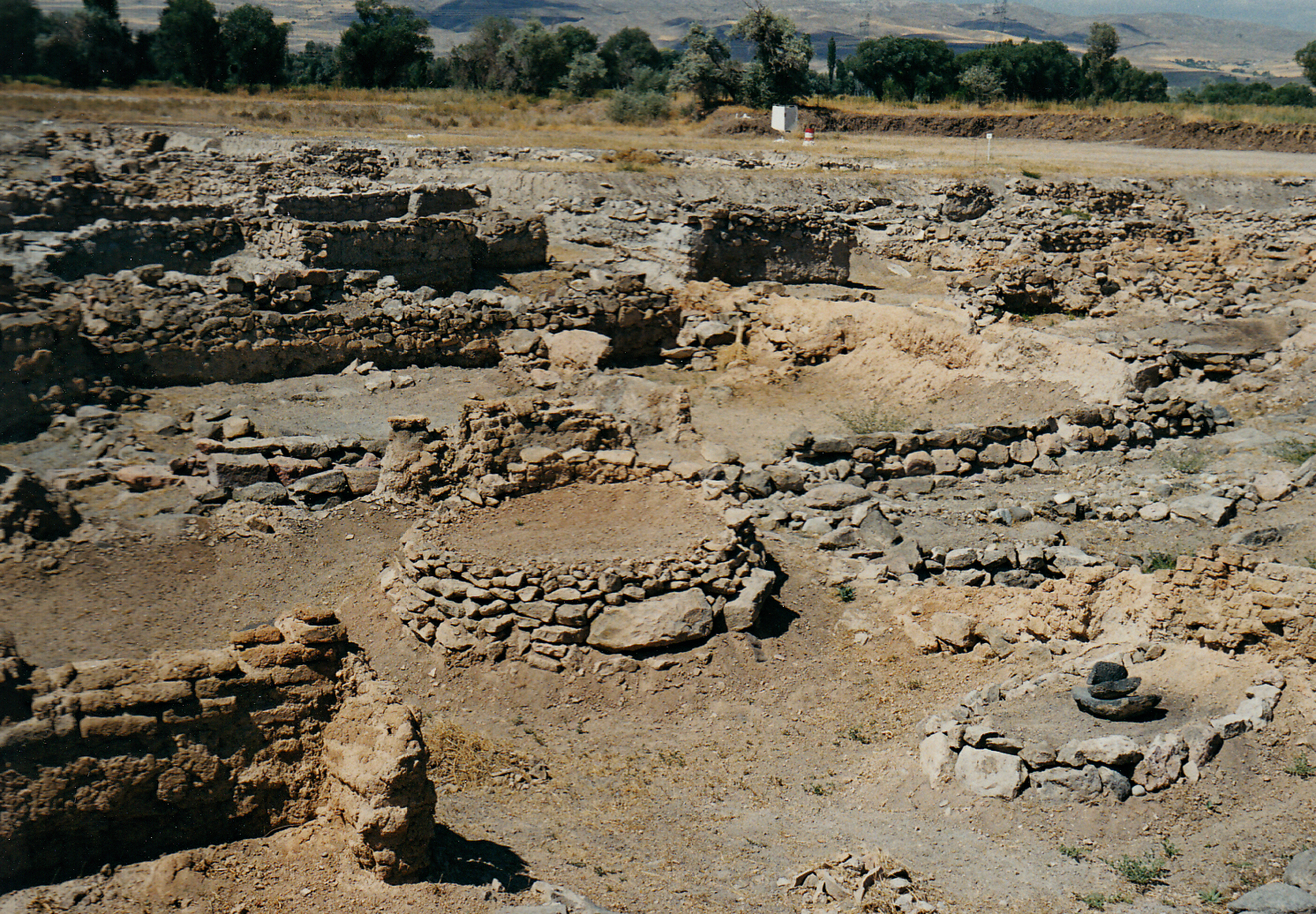
発掘されたキュルテペの古アッシリア時代の商業植民地跡

20世紀のキュルテペの粘土板群が発見された後、多くの歴史学者がこれをアナトリアまで広がる巨大な「古アッシリア帝国」の存在を示す史料であるという説を出した。この解釈は考古学的・文学的な研究の進展によって過去のものとなっているが、初期の交易の時代にアッシュルに伝わった文化的伝統が数世紀後に初めてアッシリアが領域国家として台頭するにあたって何らかの役割を果たした可能性はある。およそ500から800人という非常に多数のアッシリアの交易商人がキュルテペの商業植民地に居住していたことが知られている。粘土板文書群と印章を除き明確なアッシリア人の遺物は見つかっておらず、商業植民地内の住宅と現地民の住宅に違いは見出せない。このことはアッシリアの交易商人たちは入植者ではなく外国人として居住しており現地の品々と住居を使用していたことを示している。まず間違いなく、キュルテペのアッシリア人のコミュニティはキュルテペ市の市壁で隔てられた区画ではなく、単純に（現地のアナトリア人たちの居住地でもある）下の町の彼ら自身の区画で生活していた。アッシリア人の商業植民地は交易拠点であったのみならず、土器や金属製品など様々な手工業品の生産活動拠点としても機能していた。残された粘土板文書からアッシリア人たちがキュルテペに独自の行政機構と裁判所を持ち一定の自治を行っていたことが示されている。キュルテペのアッシリア人の裁判所はアッシリアの法に基づいて判決を下し、またしばしばアッシュル市からの（時に王たち自身から発せられる）命令に基づいて決定を下した。交易に加えて、キュルテペの楔形文字記録はまたアッシリア商人たちの家族の生活についても知見をもたらしている。彼らはしばしばアッシュルの家に残した妻たちと連絡を取っていた。妻たちは多くの場合に商業植民地で売却される物品の収集や入手に責任を負っていた。
最初に建設されたキュルテペの商業植民地は前1836年頃に焼け落ちたと見られ、これによって数千枚の粘土板が後世に残されることになった。その後、短期間で商業植民地が再建されたことは、次の層でもアッシリア人たちの活動があることから確認できる。このキュルテペ第II層の、交易活動が文書化された時期の交易活動全体を通して、約25トンのアナトリアの銀がアッシュル市へと運ばれ、代わりにおよそ100トンの錫と100,000疋の織物がアナトリアに持ち込まれたと推計されている。アッシリア人はまた家畜、加工品と葦製品も売っていた。多くの場合、商業植民地のアッシリア人が売る品々はより遠隔の土地から持ち込まれたものであった。アナトリアでアッシリア人が売っていた織物は南メソポタミアから輸入され、錫は東方のザグロス山脈から運ばれた。あるアッシリアの交易商人はアッシュルとキュルテペの間の1,000キロメートルの道のりを、ロバのキャラバンによって恐らく6日間で移動できたと考えられる。アッシリア商人たちは経路上にある様々な国や支配者たちに道路税（road taxes）と通行料を支払わなければならなかったが、彼らはメソポタミアの2倍かそれ以上の価格で品々を売却していたため、その利益は莫大であった。交易拠点としてのアッシュルの重要性は前19世紀に衰え、その後のアッシリア商人たちの役割は小さなものとなった。この衰退は主として古代オリエントの諸国・諸王の間の紛争が増大し、交易活動全般が縮小した結果であろう。

### 上メソポタミア王国

#### シャムシ・アダド1世の征服

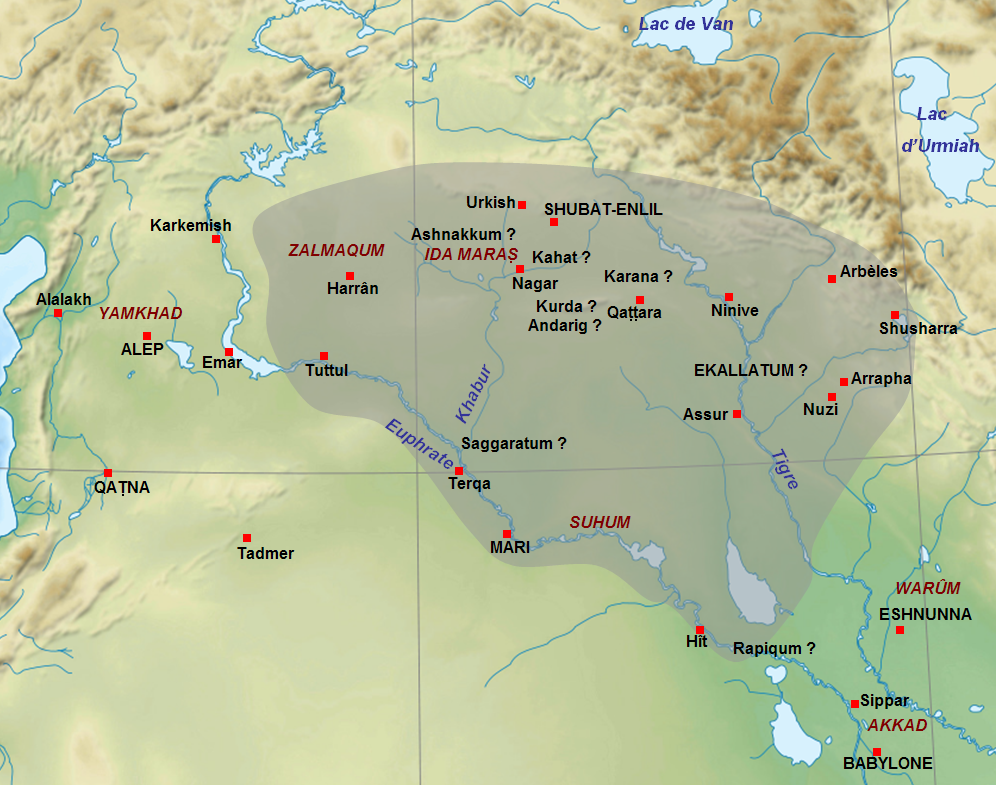
前1776年頃の上メソポタミア王国のおおよその領域。この短命の王国はアムル人（アモリ人）の征服者シャムシ・アダド1世によって打ち立てられた。彼はプズル・アッシュル1世によって創設された元のアッシリアの王朝を放逐した。

前19世紀から古アッシリア時代の終わりまで、都市国家アッシュルは幾度も強大な帝国の支配下に置かれた。古アッシリア時代の一部の時期、シャムシ・アダド1世（在位：前1808年頃-前1776年頃）とその子イシュメ・ダガン1世およびヤスマフ・アダドが支配した時代についての歴史は非常によくわかっている。これはマリ市の遺跡から発見された大量の文書のおかげである。シャムシ・アダド1世（彼自身の母語であったアムル語ではサムシ・アッドゥ/Samsi-Adduとなる）はアムル人（アモリ人）の王であり、元々は前1835年頃に父イラ・カブカブの跡を継いでエカラトゥム市を支配していた。エシュヌンナのイピク・アダド2世の脅威を受け、シャムシ・アダド1世は安全を求めて南メソポタミアで数年を過ごしたが、前1811年頃にエカラトゥムに戻り彼の競争相手を征服した。3年後の前1808年頃、シャムシ・アダド1世はプズル・アッシュル1世の王朝の最後の王、ナラム・シンの息子エリシュム2世（在位：前1828/1818年頃-前1809年頃）をその地位から追い、アッシュルを手に入れた。
エシュヌンナとアッシュルを征服した後、シャムシ・アダド1世は大規模な征服遠征を開始した。彼の成功の頂点は前1792年頃にマリ王ヤフドゥン・リムに対する勝利であった。また、アラプハ、ニネヴェ、カブラ、エルビルのようなアッシュルの北・東の諸都市も征服した。最終的に北部メソポタミアの大部分がシャムシ・アダド1世の支配地となった。この王国は現代の歴史家から「上メソポタミア王国（the Kingdom of Upper Mesopotamia）」や、「北メソポタミア帝国（the North-Mesopotamian Empire）」など様々な名前で呼ばれている。この新しい国土を統治するため、シャムシ・アダド1世は新たな首都シュバト・エンリルを建設し、前1785年頃に2人の息子を副王として王国の一部の統治を任せた。ヤスマフ・アダドはマリ市とその周辺の地を与えられ、兄のイシュメ・ダガン1世にはエカラトゥムとアッシュル、およびその周辺の領土が与えられた。シャムシ・アダド1世の王国の下でもアッシュル市は主要都市であり続け、恐らくは他の諸都市との交易も続いていた。シャムシ・アダド1世治世中にある役人が商人たちを監督していた記録が存在していたことから、明らかにシャムシ・アダド1世にとって現地の交易は重要なものであった。シャムシ・アダド1世はアッシュル市を再開発し、諸神殿を再建した。この時にはエンリル神およびアダド神の聖域も加えられたと見られる。シャムシ・アダド1世は首都を他に置き現地人の目からは外国人の征服者であり続けたものの、アッシュル市を「神々で満たされた」都市と呼んで敬意を払っており、時には宗教的行事に参加するためにアッシュル市に滞在もした。アッシュル市では無くシュバト・エンリル市が首都として整備されたのは、アッシュル市は公式には神アッシュルによって統治されているとされていたこと、そして強力な民会が存在したことから、王座の地として魅力的な場所ではなかったためであるかもしれない。

#### 上メソポタミア王国の崩壊

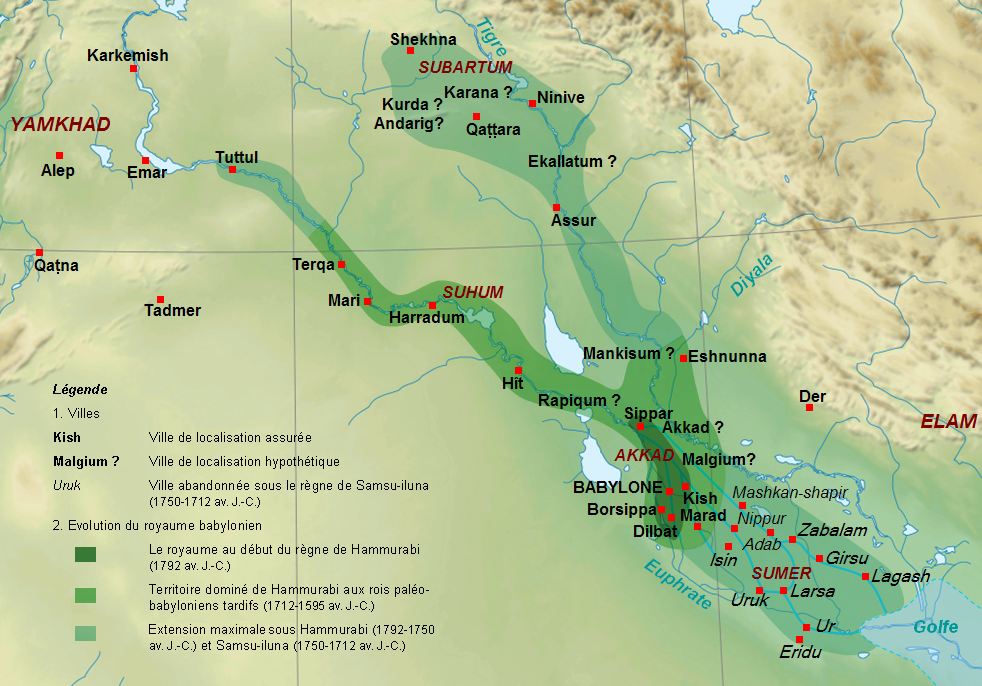
ハンムラビ（在位：前1792年頃-前1750年頃）治世下のバビロン第1王朝。この王朝はシャムシ・アダド1世の王国が崩壊後の余波の中で、短期間アッシュルを支配した。

前18世紀、シャムシ・アダド1世の王国は周囲を競合する強大な諸王国に取り巻かれるようになっていた。南方ではラルサ、バビロン、そしてエシュヌンナの支配者たちが南メソポタミアを再統一するべく戦っていた。東方ではエラムがメソポタミアの政情に関与を強めていた。そして西方ではヤムハドとカトナに王国が誕生していた。シャムシ・アダド1世の王国が存続し成功を納めたのは主として彼個人の軍事的成功、勢力、カリスマによるものであった。周辺の王国との紛争が増加する中、前1776年頃にシャムシ・アダド1世が死ぬと王国は崩壊し、マリ市からジムリ・リムによってヤスマフ・アダドが倒されたように、シャムシ・アダド1世によって地位を追われた各地の支配者たちは速やかに権力を取り戻した。シャムシ・アダド1世の上位後継者イシュメ・ダガン1世の手元には本拠地エカラトゥムと、アッシュルだけが残された。イシュメ・ダガン1世はアッシュルの信仰・伝統を尊重し、時にこの都市を居住地とすることもあった。彼の妻、ラマシ・アッシュル（Lamassi-Ashur）さえもアッシュルにちなんで命名されていた。
前1772年頃、エシュヌンナの新たな王イバル・ピ・エル2世がイシュメ・ダガン1世の王国に侵攻し、アッシュル、エカラトゥム、カッタラ（Qattare）、そしてさらにはシャムシ・アダド1世の旧都シュバト・エンリルを占領した。このためイシュメ・ダガン1世はバビロン第1王朝支配下の南メソポタミアへと逃亡した。イバル・ピ・エル2世の進撃は最終的にマリのジムリ・リム、およびこの頃恐らく彼と同盟を結んでいたバビロンによって押し戻され、イシュメ・ダガン1世はエカラトゥムとアッシュルの支配権を取り戻した。数年後、北メソポタミアはエラムの軍隊によって再び侵攻を受け、シュバト・エンリルなどの諸都市が略奪を受けた。マリ、バビロン、そしてイシュメ・ダガン1世は同盟を結んでこれを撃退し、これによってイシュメ・ダガン1世は南方でいくらかの領土を手に入れ、エシュヌンナと条約を結んでその地位を強化した。その後すぐに関係が再び悪化するとイシュメ・ダガン1世は再びバビロンへと逃亡した。アッシュルを含むイシュメ・ダガン1世の領土は間を置かず（恐らくは短い間に過ぎないが）ハンムラビ（在位：前1792年頃-前1750年頃）によって前1761年頃に周辺地域もろとも征服され、バビロン第1王朝の支配下に入った。「余は人々を正しく導き、アッシュルに慈悲深き守護精霊（benevolent protective spirit）を戻した」とある碑文に書いていることから、ハンムラビもまたアッシュルとその行政機構に敬意を持っていたものと見られる。

### アッシリアの暗黒時代

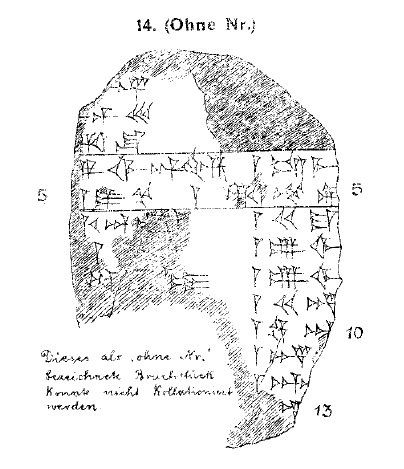
KAV 14版『アッシリア王名表』の断片の線画。この版ではイシュメ・ダガン1世の後継者としてムトゥ・アシュクルとリムシュが記載されている。彼らは標準版の『アッシリア王名表』にはいない。

前18世紀のシャムシ・アダド1世の王国の崩壊から前14世紀のアッシリアの勃興までの間は、その期間中に起きた出来事を明確化するのに十分な史料がないため、しばしば現代の学者からアッシリアの「暗黒時代」とされている。暗黒時代以前の古アッシリア時代の主たる史料は北メソポタミアや中央アナトリアの別の遺跡から得られたものであったが、前18世紀になるとこれらは沈黙し、またこの時期のアッシュル市の碑文や記録文書も極端に乏しい。しかし、何が起こったにせよ、アッシュル市はいずれかの時点で独立した都市国家になったと見られる。
『アッシリア王名表』はこの時代の唯一の包括的な情報源であり、この期間の君主たちの連続した即位順が記録されている。しかし、シャムシ・アダド1世の死後少なくとも数十年の記録は明らかに不完全かつこの時代の状況を完全に反映していない。この時期の政治史はよくわかっていないが、シャムシ・アダド1世が建設したアムル人の王朝の後継者たち、土着のアッシリア人、そしてフルリ人がアッシュルの支配を巡って戦ったと見られる。標準版の『アッシリア王名表』によれば、イシュメ・ダガン1世はアッシュルで40年間在位し、土着のアッシリア人アッシュル・ドゥグルが彼の地位を簒奪したとされる。一方でマリ市の記録からイシュメ・ダガン1世は前1765年頃に死亡し、その治世がシャムシ・アダド1世の死後11年間しかなかったことがわかっている。『アッシリア王名表』はまた、イシュメ・ダガン1世の治世中におけるエシュヌンナやバビロンによる侵略のような、外国勢力による短期間のアッシュル征服にも言及しない。マリ市の文書と『アッシリア王名表』の別版の断片では、イシュメ・ダガン1世の地位はその息子ムトゥ・アシュクルが継承し、さらにその息子リムシュが続いている。彼らが支配したのはエカラトゥムのみでアッシュルは勢力外にあった可能性もある。また、アッシリアの支配者プズル・シンも『アッシリア王名表』に登場しない。彼はある碑文においてシャムシ・アダド1世の孫（または子孫）のA-sí-nimを退位させ、アッシュルを彼らから解放したと主張している。A-sí-nimは一般的にアシヌムという人名だと解釈されている。この場合彼はアッシュルにおけるシャムシ・アダド1世の王朝の最後の支配者である。しかしあるいはこれは称号だったかもしれず、この場合はプズル・シンによって追放された男はリムシュ配下の総督であった可能性もある。プズル・シンは碑文において「異国の種」の支配者を除き、彼らの宮殿を取り壊し、跡地に宗教的な聖地を建設したことを誇っている。これらの建設事業が実行されたことから、プズル・シンは少なくとも数年間アッシュルを支配下に置いていたに違いない。恐らく、プズル・シンはミスによって『アッシリア王名表』に記載されなかったか、あるいはシャムシ・アダド1世とその王朝に対する後のアッシリア人の態度の変化によって記載されなかったのかもしれない。
アッシュル・ドゥグルはプズル・シンの統治の後どこかの時点でアッシュルを統治し、『アッシリア王名表』の通りならば6年間在位した。また、同じく『アッシリア王名表』によれば、彼は6人の簒奪者、アッシュル・アプラ・イディ、ナツィル・シン、シン・ナミル、イピク・イシュタル、アダド・サルル、アダシからの挑戦を受けた。彼らが歴史的に実在し実際にアッシュル・ドゥグルに対して自らの王位を主張したのかは不明である。彼らの名前はアッシュル・ドゥグル治世中のリンム（紀年官）と疑わしいまでに似ていることから、実際にはアッシュル・ドゥグルの将軍や役人たちで、王名表を作成した書記によって誤って王位を争ったライバルだとされたのかもしれない。『アッシリア王名表』ではアッシュル・ドゥグルの次の王はベル・バニである。在位は前1700年頃であり、アダシの息子とされている。ベル・バニは以降約1,000年にわたってアッシリアを支配するアダシ王朝を創立した。後のアッシリアの君主たちはベル・バニの子孫であり、秩序の回復者および長く続く王朝の創始者として彼を崇めた。やがて彼はほとんど神話的な始祖となった。アダシ王朝は元来は部外者でありその家系はアッシュルの出身ではなかった可能性がある。ベル・バニの孫の名前、シュ・ニヌア（在位：前1615年-前1602年頃）は「ニネヴェから来た人」を意味するかもしれず、またアダシ王朝の王たちの名前にシャムシ・アダドとイシュメ・ダガンが繰り返し登場することは、少なくとも部分的には彼らがシャムシ・アダド1世の王朝の血を引いていることを示している可能性もある。この名前が繰り返し用いられていることを、シャムシ・アダド1世が後世偉大な帝国の建設者として崇拝されたからだと説明付けることもできる。アダシ王朝の初期の王たちはまたプズル・アッシュル1世の王朝の君主の名前（エリシュムやプズル・アッシュル）も幾度か使用している。
シャムシ・アダド1世死後の最初の数十年間について信頼性に疑問が持たれてはいるが、『アッシリア王名表』に記録されたベル・バニ以降の王位継承順と治世年数は、彼らがアッシュルで安定して王統を繋いでいた時期については保存された編年記録に基づいているであろうことから信頼できると考えられている。しかし、各王の間の関係については完全に信頼することはできないかもしれない。アダシ王朝の初期の王たちの系譜は、少なくとも部分的には後世の書記たちによって再構成されたことを示す痕跡がある。

### アッシリアの勃興

前1400年の古代オリエントのおおよその勢力図。アッシュルはこの時期にはミッタニ（ミタンニ）王国の属国であった。

前1595年頃にヒッタイトの王ムルシリ1世がメソポタミアに侵攻、または襲撃したことはアッシリアの後の発展にとって重要な出来事であった。この侵攻によってメソポタミアの有力な勢力であったバビロン第1王朝が粉砕され、その結果生じた権力の空白が南メソポタミアのバビロニアにおけるカッシート人の王朝（バビロン第3王朝）と、北メソポタミアにおけるフリ人のミッタニ（ミタンニ）国家の形成を導いた。ヒッタイトの侵攻はアッシュルにも何らかの形で直接的な影響を与えたに違いないが、これを明らかにできる史料は現存していない。ミッタニはやがて北メソポタミアにおける覇権を握るが、ヒッタイトによって残された権力の空白の中でアッシュルもまた、短期間ではあるが初めて有力な勢力として台頭した。
前1520年頃から前1430年頃にかけてのアッシリアの君主たちは過去の王たちに比べて地域的にも国際的にもより積極的な政策を取った。プズル・アッシュル3世（在位：前1521年-前1498年）は『アッシリア・バビロニア関係史』（アッシリアとバビロニアの国境紛争に関する後世の文書）に登場する最初のアッシリア王である。これはアッシリアが初めてバビロニアとの外交の舞台に立って衝突したこと、そしてアッシュルがその都市自体を越えて広がった小さな領域を統治するようになったことを示している。前15世紀の前半にはアッシリアの王たちとエジプトのファラオたちの間で初めて贈り物が交換されるようになったことも史料に残されている。プズル・アッシュル3世と彼の直前の2名の王、シャムシ・アダド3世（在位：前1563年頃-前1548年頃）とアッシュル・ニラリ1世（在位：前1547年頃-前1522年頃）、そして彼の後継者エンリル・ナツィル1世（在位：前1497年頃-前1485年頃）たちの碑文から判断して、前16世紀末から前15世紀初頭にかけてアッシュルが繁栄の時代を経験していたことは明らかである。彼らはプズル・シンの時代以来、初めて王碑文から情報が得られる王たちである。彼らの碑文には、その治世中にイシュタルやアダドの神殿、そしてアッシュル自体の市壁など、古アッシリア時代初期に建設された多くの建造物が修復、再建、さらに拡張されたことが示されている。プズル・アッシュル3世の下、アッシュルの市壁はより広大な土地を囲うように拡張された。これは恐らく人口の増加を証明するものである。後の文書でも、この時「新しい街」（alu eššu）が建設され元々あった「内の街（libbi alī）」に加えられたことが言及されている。
前1430年頃、アッシュルはミッタニに平定され属国となることを強いられた。これは前1360年頃まで約70年にわたって続いた。アッシュルはミッタニの王たちの下である程度の自律性を残しており、アッシリア王たちがこの時期も建設事業やエジプトとの交易、バビロンのカッシート王朝との間で国境協定を結んでいたことがわかっている。ミッタニによるアッシュル支配の終焉をもたらした主要因はヒッタイト王シュッピルリウマ1世であった。彼は前14世紀にミッタニとシリアの支配権を巡って戦い、これがミッタニ王国の崩壊へと繋がっていった。ミッタニ王トゥシュラッタはシュッピルリウマ1世と戦わなければならないその時に、ミッタニ王位を巡ってのアルタタマ2世との争いにも直面していた。ヒッタイトとの戦争の後ミッタニは小さな王国になり、アッシリアはその宗主権から離脱することに成功した。アッシリアの独立はアッシュル・ウバリト1世（在位：前1363年頃-前1328年頃）の下で達成された。彼による周辺地域（最も重要なティグリス川、タウルス山脈と大ザブ川の間の肥沃な土地）の征服は古アッシリア時代から中アッシリア時代への以降の示すものであるが、アッシリアの領域国家への以降は既にミッタニ支配下の最後の数十年間に始まっていた。アッシュル・ウバリト1世は（副王・総督ではなく）「王位」を主張した最初の現地アッシリア人の王であった。彼はさらに、独立後間もなくエジプトのファラオやヒッタイトの王と同格の「大王」であることを主張した。

## 考古学的記録

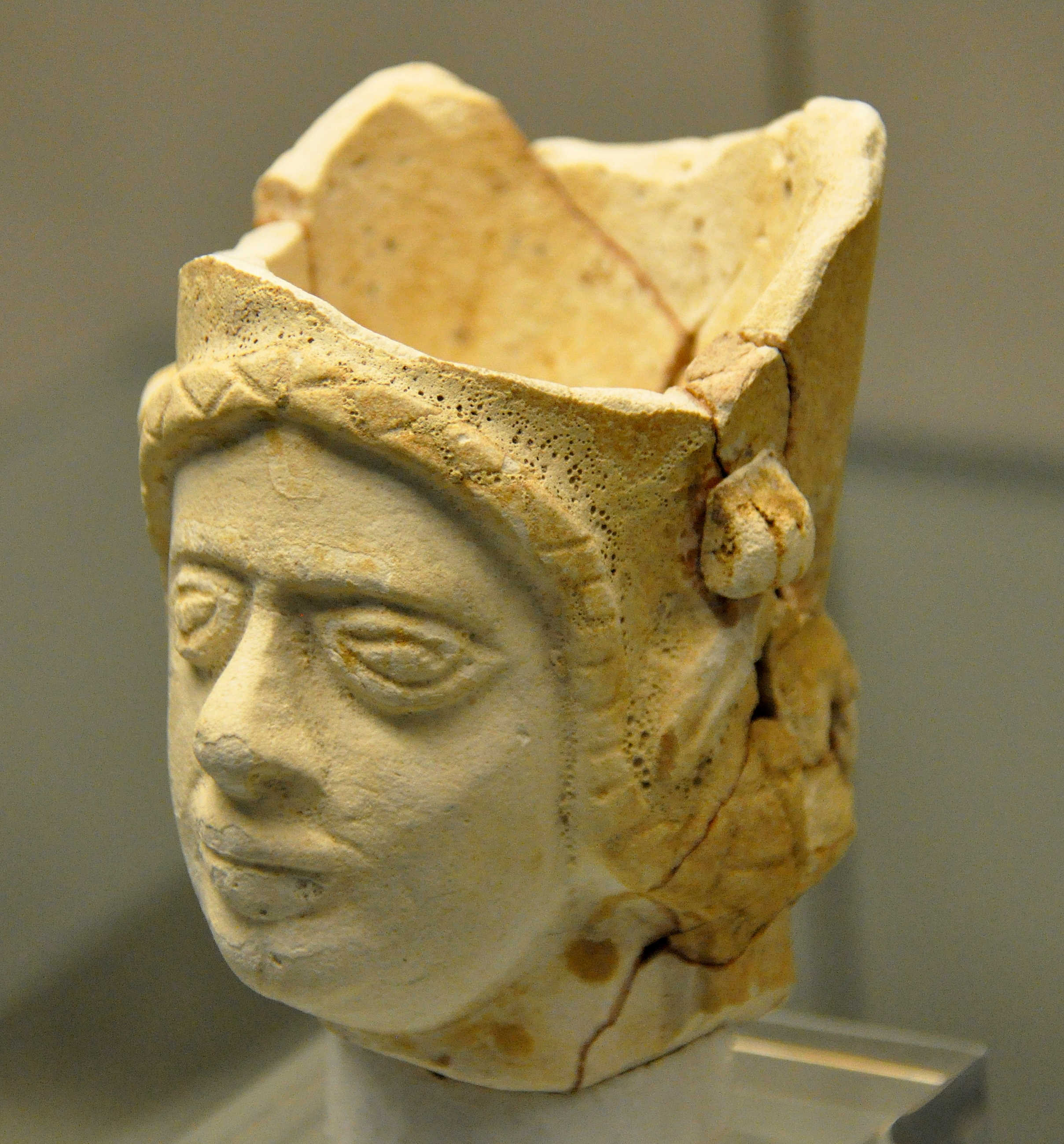
女性の頭を象ったコップ（Drinking vessel）。アッシュルから発見。前1500年-前1200年頃。

キュルテペの交易記録を除き、古アッシリア時代に年代付けられる考古学的発見は僅かである。アッシュルで目立った発見が無い原因は恐らく後世のアッシリア王たちによる大規模な拡張工事とアッシュル市の一部の再建事業であり、古アッシリア時代のオリジナルの建造物の痕跡はほとんど残されていない。アッシュルで発見された遺構には初期アッシリア時代に建設されたイシュタル神殿が改修されたもの（Ishtar Dと呼ばれている）と初期の宮殿がある。この新しいイシュタル神殿は長辺34メートル、短辺9.5メートルの規模を持ち、同じ場所に建っていた元の神殿より相当大きかった。この神殿には礼拝者が横から入れる長方形の礼拝室（cult room）が備わっていた。
古アッシリア時代のアッシュルの宮殿は考古学者たちから「ウルファン宮殿（the Urplan Palace）」と呼ばれている。これは短辺98メートル、長辺112メートルもの規模をもつ巨大な建造物で、いくつもの小さな中庭（courts）に取り巻かれた巨大な中央中庭（central court）があったが、恐らく完成しなかったと見られる。この宮殿の建造は基礎坑（foundation trenches）を切った程度までしか進まなかったようであるが、この基礎坑の一部が後にシャムシ・アダド1世の時代の建設事業で再利用された痕跡が僅かにある。この建設事業についてはほとんどわかっていない。
記念碑的建造物以外のアッシュルの建造物の痕跡はほとんど残っていない。家屋はただの一軒も発掘されておらず、市民の個人的な記録も発見されていない。しかしながら、前2500年頃から前1500年頃までの70基以上の墓が発見されている。これらの墓はデザインも埋葬される遺体の数も異なっており、坑（ピット）に埋葬された遺体、大型の土器、石か泥レンガで作られたアーチ状の天井などもある。アーチ状天井を持つ墓は特に重要である。後世のアッシリアで有力な家庭が同じタイプの墓を、自分たちの家屋の地下に遺体をまとめて埋葬するために使用していた。これはアッシリアの伝統が非常に長く継続していたことを描き出している。いくつかの墓には宝石・印章・石製品・武器など豊かな副葬品が納められていた。

## 政府

### 王権と行政
古アッシリア時代のアッシュルは多くの点において寡頭政の社会であった。ただし、王は都市政治における唯一の権力者ではなかったにしても王の存在自体は不変であった。強大な王が君臨した後の時代のアッシリアとは異なり、古アッシリア時代のアッシリア王たちは専制君主（ただ一人の権力者）ではなく、むしろ都市神アッシュルの代行者として行動しており、アールム（Ālum、民会）の会議を主宰していた。アッシュルの中心的な行政主体はこのアールムであった。古アッシリア時代の王たちは主としてこのアールムの執行役人・議長としての機能を持っていたように思われる。キュルテペの文書では、法的問題に評決を下す「都市（the City、即ち民会）」への言及を頻繁に見つけることができる。文書ではまた、君主たちが「法の専門家（constitutional experts）」と見なされていたことから、しばしば法的な助言を求められていたこともわかる。アッシリア王たちは副王・総督（Išši'ak）という称号を用いていたが、アッシュル市民は彼らをよくルバウム（rubā’um、「大人」）と呼んだ。これは「同等者中の第一人者」としての権能と地位を明確に示すものである。一方でアッシリア人が交易を行っていたアナトリアの王たちも同じ称号で言及されていることから、アッシリア人が自分たちの王を「王族（単なる市民や聖職者ではない）」であると理解していたことも示されている。
アールム（民会）の構成は不明であるが、一般的にはアッシュル市の最も有力な家系の人々がその構成員であっただろうと考えられている。こうした有力家系の多くは商人であった。エリシュム1世の時代以降、リンム（紀年官）と呼ばれる一年任期の役人がアールムから選出された。リンム職は相当な権限を持ち、毎年の年名にリンム職にある人物の名前が用いられた。つまりこれは彼らの名前がその年の全ての行政文書に登場することを意味する。王は普通、治世第1年のリンム職を務めた。アールムはアッシュル神殿の後ろにあった「階段の門（Step Gate、mušlālum）」の中にある「聖域（sacred precinct、ḫamrum）」に招集されたと描写されている。この聖域は宣誓も行われる場所であり、審判を行う神の像が7体置かれていた。アールムは「市役所（city hall, bēt ālim）」と文書中で言及される建物で招集されることもあった。この市役所はリンム職の役人によって運営され、税と罰金の収集を行うアッシュル市の財務運営上の重要機関であり、また公共倉庫、オオムギや貴金属など特定の商品の販売の機能も持っていた。ラピスラズリや鉄のような一部の商品については市役所が地域的な独占権を持っていたと見られる。キュルテペ文書から現地の自治機関の評決や、さらにはアッシュルのアールム（民会）の評決も多数決によって出されていたことがわかる。アールムはまず3つのグループに分けられ、全会一致が得られない場合はさらに7つのグループに分けられた。少数の文書に登場する「長老会（the Elders）」と呼ばれる小グループが最終的な評決を下していた可能性もある。
アッシュル市はシャムシ・アダド1世の下で初めて、より専制的な王制を経験した。シャムシ・アダド1世は古アッシリア時代に「王（シャルム、šarrum）」、「世界の王」という称号の下に統治した最初の支配者であった。シャムシ・アダド1世はバビロン第1王朝の君主たちに倣い、より絶対的な王権の形態を基本としたように思われる。アッシュルで見つかった王碑文の1つでは、シャムシ・アダド1世は「世界の王、アッシュル神殿の建設者、ティグリス川とユーフラテス川の間の地を鎮める者」という完全な王号を用いている。いくつかの碑文と印章ではこの称号の前に「エンリル神に任命され」および（または）「アッシュル神の寵愛を受け」というフレーズがある。シャムシ・アダド1世の建設事業に使われたレンガに刻まれた碑文では、シャムシ・アダド1世はやや控え目であり、アッシュルのより伝統的なスタイルでアッシュルのエンシ（ensi）を名乗っている。エンシはアッシリア語で副王・総督を意味するIšši'akに対応するシュメル語の称号である。シャムシ・アダド1世の下では、アッシリア人はアッシュル神だけではなく王によっても宣誓を行った。この習慣はシャムシ・アダド1世の死後には引き継がれなかった。

### 王印
古代メソポタミアでは王印は王個人と印と役所の印の両方の機能を果たした。プズル・アッシュル1世の王朝の王印で発見されているものはエリシュム1世（2つ）、サルゴン1世、ナラム・シンのもの4つだけである。ただし、いずれも王印自体ではなく印影である。アッシュルで見つかった陶器の壺から得られたエリシュム1世の王印1つを除き、これらはいずれもキュルテペで発見された粘土板文書から見つかっている。発見されているプズル・アッシュル1世の王朝の王印は文章・美術双方において極めて同質的である。王印の文章は王の名前、称号（アッシュルの副王、Išši'ak Aššur）、王が先代の王の息子であることを立証する追加の文章からなる。古アッシリア時代の王族以外の印章と比較した場合、男性の手を取り、彼を玉座へと導く女神（つばのある丸い防止を被っている）のモチーフ自体は特別ではなく王印以外にも同様に見られる。王印が他の印章と比べて特徴的なのは4人の主要登場人物の間の余白を「埋める人物（filler figures）」が描かれていないため、余白によって主要登場人物自体がより際立っていることである。
プズル・アッシュル1世の王朝の時代のアッシュル王印はウル第3王朝の王印と良く似ている。ただし、アッシュルの王印では座っている君主の背後に2柱目の女神が登場するなど顕著な相違点はある。これはウル第3王朝の王印や古アッシリア時代の非王族のアッシリア人の印章としては極めて珍しい。ウル第3王朝の印章では、座っている君主は神たるウル王であるが、アッシュルの君主たちは自身を神格化しておらず、その役割は真の王であるアッシュル神の下僕であるとされていたため、このような含意にはイデオロギー的な問題があった。アッシュルの王印は、ウル王の代わりにアッシュル神が座り、ウルの役人の代わりに剃髪したアッシュル王が女神によってアッシュル神の前に導かれているという解釈されるべきものかもしれない。アッシュル神と解釈され得る座っている人物にはメソポタミア美術において標準的な神性を示す標章（角やその他の非人間的な身体的特徴など）が与えられていないが、初期のアッシリア美術においてはこのような神性の表現手法がまだ一般的ではなかったのかもしれない。アッシュル神の武器や紋章（emblems）への文学的な言及は存在するが、それを具体的に描写したような図像は見つかっていない。
シャムシ・アダド1世のより絶対的な王権の中にもプズル・アッシュル1世の王朝の王権イデオロギーは残されており、同様にこの伝統の混淆はアッシュルから見つかった彼の王印に見ることができる。シャムシ・アダド1世の王印は彼を「シャムシ・アダド、アッシュル神の寵愛を受けるもの、アッシュルの副王（Išši'ak Aššur）、イラ・カブカブの息子」と、プズル・アッシュル1世の王朝の王たちの碑文と同じように描く。しかし、シャムシ・アダド1世の視覚的な描写は著しく異なっていた。彼はつばのある帽子をかぶり、完全に顎鬚を蓄え、片方の手を上げ、もう片方の手を体に密着させて描かれている。この王印に描かれるシャムシ・アダド1世はそれまでのアッシュルの王たちよりもバビロン第1王朝の君主により似ている。彼の王印の中央部分は現存する印影が全て断片であるためわかっておらず、そこに座っている人物が描かれていたかどうかを特定することはできない。

## 社会

### 人々と文化

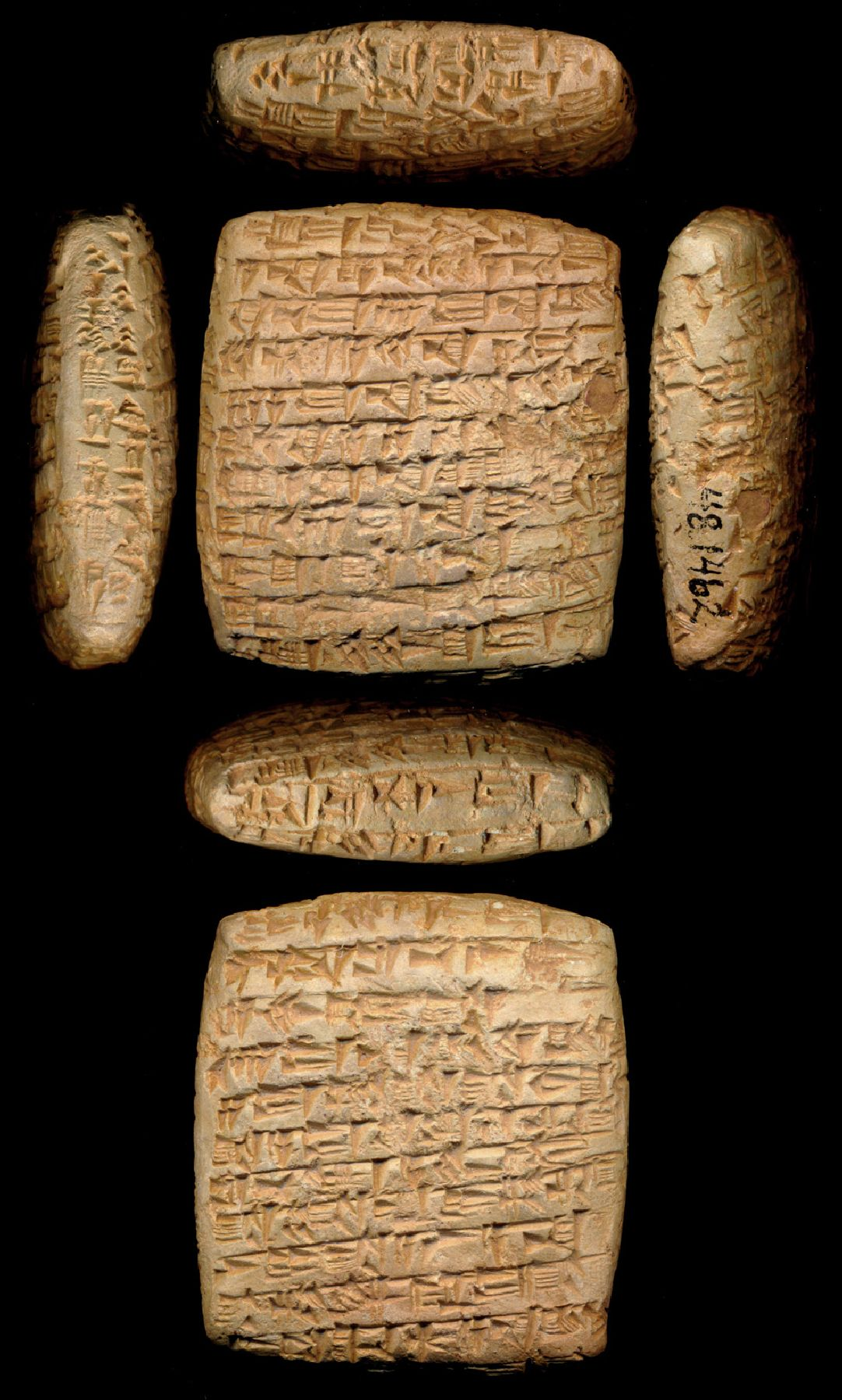
キュルテペで発見された貴金属交易に関する古アッシリア語の手紙。

古アッシリア時代のアッシュルにおける独特な埋葬習慣はこの時代に明確にアッシリア人のアイデンティティが確立されていたことを示す。通常、埋葬やドレスコード、食事のような文化的慣行は民族的（ethnic）・文化的なアイデンティティの形成と維持にとって極めて重要である。恐らく、初期のアッシュル都市国家における明確なアイデンティティは交易ネットワークを通じた外国人たちとの頻繁な接触を通じて固まったのであろう。プズル・アッシュル1世の王朝のある王の下で出された「アッシリア人は互いに金を売却可能であるが、この石碑の言葉に従い、アッカド人、アムル人、またはスバル人に金を与えるアッシリア人はいない。」という評決はアッシリア人たちがこれらの人々を異なる種族であると見ていたことを描き出している。アッシュルで発見された個々人の生活に関する古アッシリア時代の史料は限定的で、僅かな数の結婚契約書と遺言状のみであるが、キュルテペから発見された大量の古アッシリア語の楔形文字文書にはアッシリアの交易ネットワークへの交易商の参加のみならず、キュルテペそして故郷アッシュルにおける彼らの毎日の生活についても記録されている。古アッシリア時代には男性と女性の間に法的な区別はなく、彼ら/彼女らは程度の差はあれ同じ法的権利を持っていた。男性と女性は共に同じ罰金を支払い、遺産の相続権を持ち、交易に参加すること、家と奴隷を購入・所有・売却することが出来、自らの遺言状を作成し、自らのパートナーと離婚することが認められていた。社会はむしろ、奴隷（subrum）とアウィールム（awīlum、英訳は"men"。男性）またはDUMU Aššur（アッシュルの息子たち）と呼ばれる自由市民という2つの主要グループに別れていた。アウィールムの中には、さらに民会のメンバーとしてのラビ（rabi、「大」）とシャヘル（ṣaher、「小」）という区別があった。

#### 古アッシリアの家族
古アッシリア時代のアッシュルの結婚は新郎かその家族と花嫁の両親との間で決定され準備された。そして結婚は普通、花嫁が成人したタイミングで行われた。花嫁の家が持参金を出すのが慣習であり、いくつかの文書で持参金がなかったことによる婚約破棄が言及されている。花嫁に与えられた持参金の所有権は夫ではなく花嫁にあり、彼女の死後にその子供たちに相続された。成婚した後、妻は夫の下に引っ越し、夫は妻に衣服と食糧を提供する義務があった。結婚は基本的に一夫一婦制であったが、結婚後2、3年たっても妻が身籠らない場合、夫は子供を作るために女奴隷を購入することが認められていた（女奴隷は妻によって選ばれることもあった）。この場合でも女奴隷は「二番目の妻」とみなされることはなく奴隷のままであった。古アッシリア時代の家庭では報酬を支払って乳母（mušēniqtum）を雇うこともあった。もしも幼い子供のいる母が死亡した場合は子供の世話は父親または父方の祖父母、あるいは叔父・叔母に託された。男児と女児は異なる育てられ方をした。女の子は一般的には母親と暮らし、糸紡ぎや織物、日々の仕事を教えられた。一方で男の子は専門家から読み書きを教わり、その後はしばしば交易の仕方を学ぶために父親に連れられてアナトリアに行くことが多かった。長女は時に巫女として神（主としてアッシュル神）に奉納された。奉納された女性は結婚を禁じられていたが、経済的には独立した。

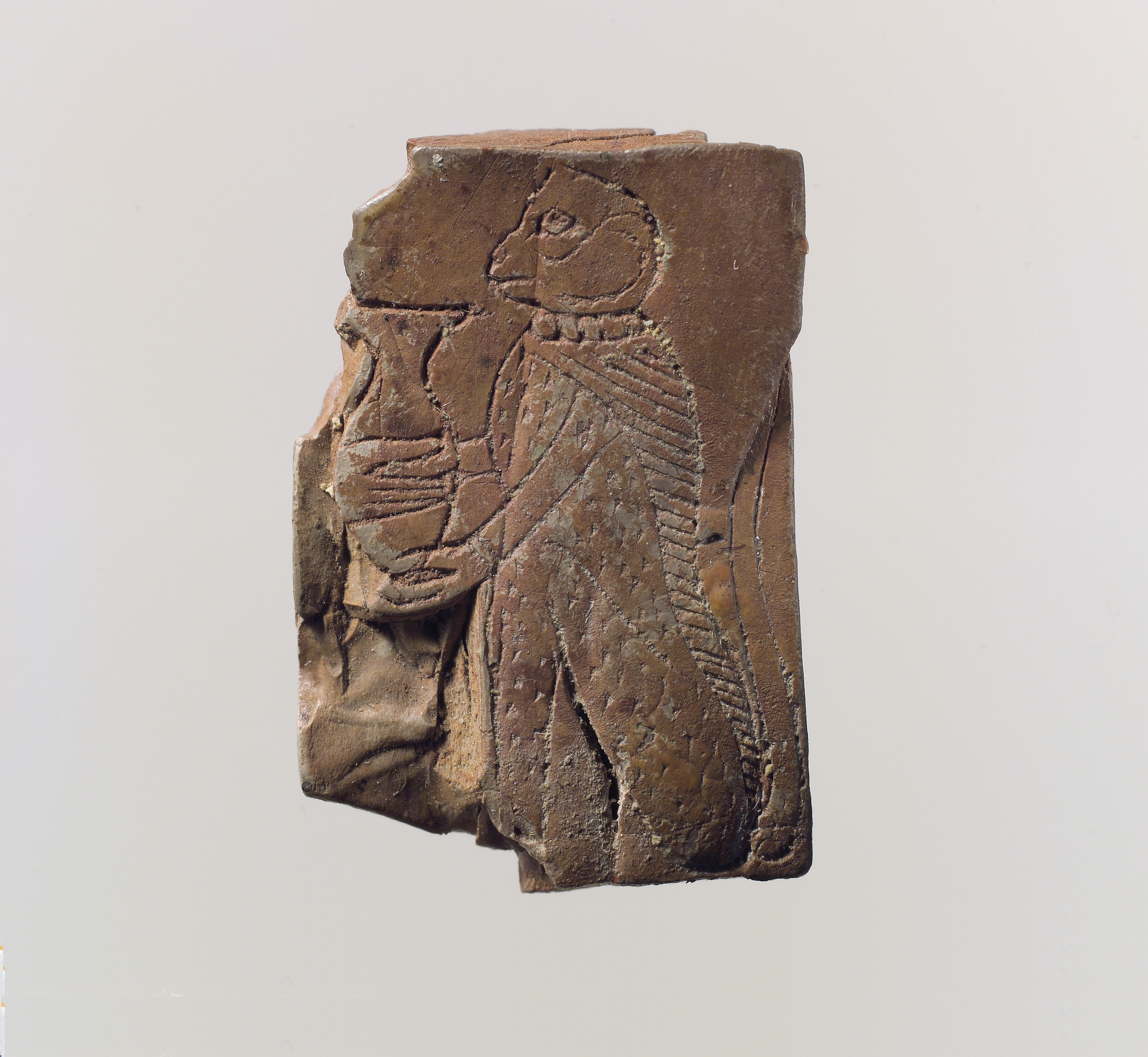
キュルテペの古アッシリア時代の商業植民地から発見された家財道具。サルが描かれている。

夫たちが長い交易の旅路に出ている間、妻たちは家を切り盛りし育児をするためにアッシュルの家に一人で留まっていることが多かった。彼女たちはしばしば、家の長として食糧や日用品の収拾と家屋の修繕、子供たちへの衣服の提供を監督した。義両親と同居する場合もあったが、常に上手くいくとは限らなかった。なぜならアナトリアに駐在するアッシリアの交易商人は長期にわたって不在となることがあり、彼らはアナトリアで二人目の妻を持つことが認められていたためである。この現地妻との婚姻には一定の決まり事があった。現地妻には本妻と同じ社会的地位は無く（「本妻〈aššatum〉」と「二番目の妻〈amtum〉」は呼び分けられていた）、彼女たちが同じ地域に居住することはできなかった（片方はアッシュル、もう片方はアナトリアに居住した）。そして三人目の妻をアッシュルとアナトリアの間の交易拠点に持つことは禁止されていた。夫は双方の妻に食事、木材、そして住居を提供する義務があった。そして、「二番目の妻」の産んだ子供の相続に関する権利は「本妻」の産んだ子供より制限されたものであったかもしれない。
現存する文書に記録されている離婚の大部分はプライベートな議論と取り決めによる合意の結果であった。離婚するには夫と妻は共に5ミナの銀という高額の罰金を払う必要があり、その後両者とも再婚が許可された。もしある男が妻を嫌うようになった場合、彼は妻を彼女の家族の下に送り返すことができたが補償金の支払いが必要であった。妻に何らかの悪行があった場合、夫は妻の資産を剥ぎ取り追い払うことが可能であった。夫が交易から引退しアッシュル本国に永住する際、アナトリアにいる二人目の妻と離婚するケースは、アッシュルにいる本妻との離婚よりも一般的に見られた。このケースでは夫は子供を連れて行くかどうかを決めなければならず、また連れて行く子供の数に応じて一定の金額を支払う必要があった。もし夫が死んだ場合、彼の子供は父親の資産を相続し、母親の面倒を見る義務を負った。もし夫の死亡時に子供がいない場合、妻は自分の持参金の所有権を保持し再婚することができた。夫が遺言をしたためていた場合、妻は夫の資産と居宅を相続することもできた。夫が借金を負ったまま死亡した時、彼の息子が遺産相続前に借金を返済する責任を負う一方、娘には父親の借金の返済責任は課せられなかった。息子・娘は共に（主として責任を負うのは息子の方であるが）年老いた両親の面倒を見る責任があり、両親が死亡した後には葬儀の手配と葬儀代を支払う責任があった。葬式の後、彼らは長期にわたって喪に服した。死者は冥界（地下世界）で幽霊として生き、子孫の夢に現れると信じられていた。死亡した家族にはしばしば祈りと供え物によって敬意が払われた。故人は一般的には子孫や親類の家の下に埋葬されたため、こうした慣行は大きな手間をかけず執り行うことができた。

#### 奴隷制

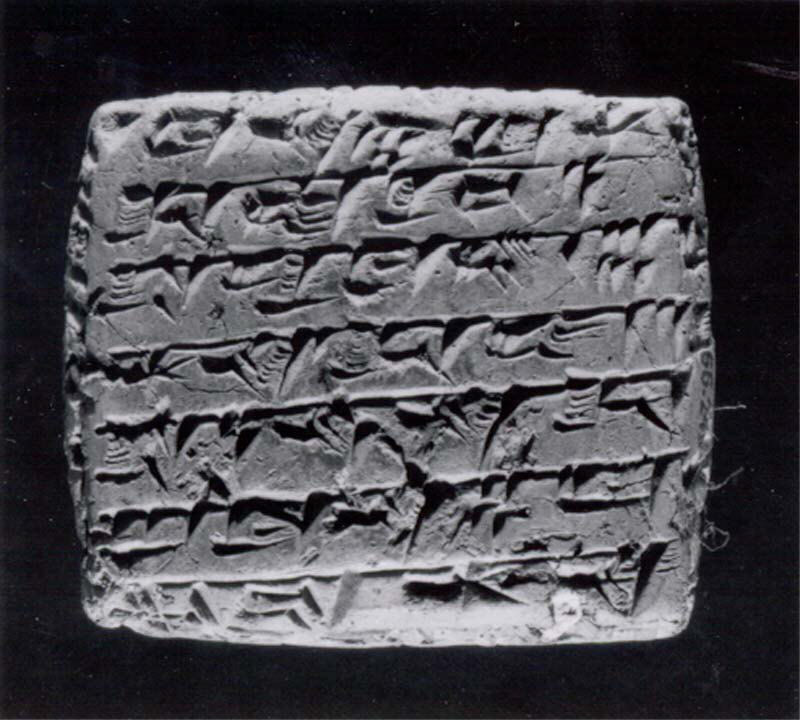
キュルテペで発見された古アッシリア語の楔形文字文書。隊商の旅路にかかった経費が記録されている。

アッカド語には奴隷を指す様々な用語があったが、一般的なのはwardumであった。ただし紛らわしいことにこの単語は（自由人の）公僕（official servants）、家臣（retainers）、召使（follower）、戦士（soldiers）、王の臣下（subjects）を指す場合もある。古アッシリア語の文書でwardumと呼ばれる個々人の多くは主人に代わって資産を取り扱い、管理業務を遂行するものとして描写されているため、実際には自由人の使用人であり一般的な意味合いにおける奴隷ではなかったかもしれない。しかし幾人かのwardumは売買可能なものとして記録されている。奴隷を指す他の全ての用語においても文脈次第で第二の、あるいは別の意味合いが付与された。例えばsubrum（ある奴隷の集まりを指して使われる）という用語は「用具」や「家畜」という意味でも使用されたし、amtum（女奴隷を指す）という単語も二人目の妻を指して使用された。wardumの同義語として時々使われる別の単語にṣuḫārum（女性の場合はṣuḫārtum）という用語は子供を指して使われることもあった。
古バビロニア語の文書に奴隷たちの地理的、民族的（ethnic）な出自について断片的な言及があるが、そのような内容に言及した古アッシリア語の文書は明確に「スバル人」と呼ばれているある奴隷の少女についてのただ1つしか見つかっていない。これは奴隷の出自があまり重要ではなかったことを示している。奴隷には主として2つの種別が存在した。主として誘拐されたか戦争捕虜となった動産奴隷（chattel slaves）と、債務を返済できなかった元自由人の男女からなる債務奴隷である。動産奴隷の多くは元来債務奴隷であったが返済の権利を喪失（lost their right to redemption）したアナトリア人であった。場合によってはアッシリア人の子供から債務のために当局によって子供を没収されたり、債務を払えないために奴隷として売却されることもあった。奴隷の母から生まれた子供は何らかの合意が結ばれていない限り、自動的に奴隷となった。
複数の奴隷を持つことは複数の邸宅を持つことと同様に富の証の1つであると考えられており、男奴隷の平均的な価格は30シェケル、女奴隷は20シェケルであった。アッシュルが主要な商業植民地を置いていたアナトリアからの奴隷は一般的にメソポタミアからの奴隷よりも低価格であった。奴隷の所有者は男女いずれの場合もあり、多くの女性が自身の奴隷を購入・相続していたことが記録に残されている。女奴隷には清掃、食事の準備、所有者の育児が課せられた。時には、女奴隷は所有者の男性と性的関係を持ち、子供ができない所有者夫妻に代わって子供を産み、引き渡すことを強要された。男奴隷の一部は隊商の一員として国際交易で働いた。アールムやアッシュル神殿のようなアッシュルの主要機関は奴隷を所有し、様々なメンテナンス業務に彼らを使用した。債務返済のために奴隷が売却されたり、債務の担保として当局によって奴隷が差し押さえられることもあった。

#### 経済と交易

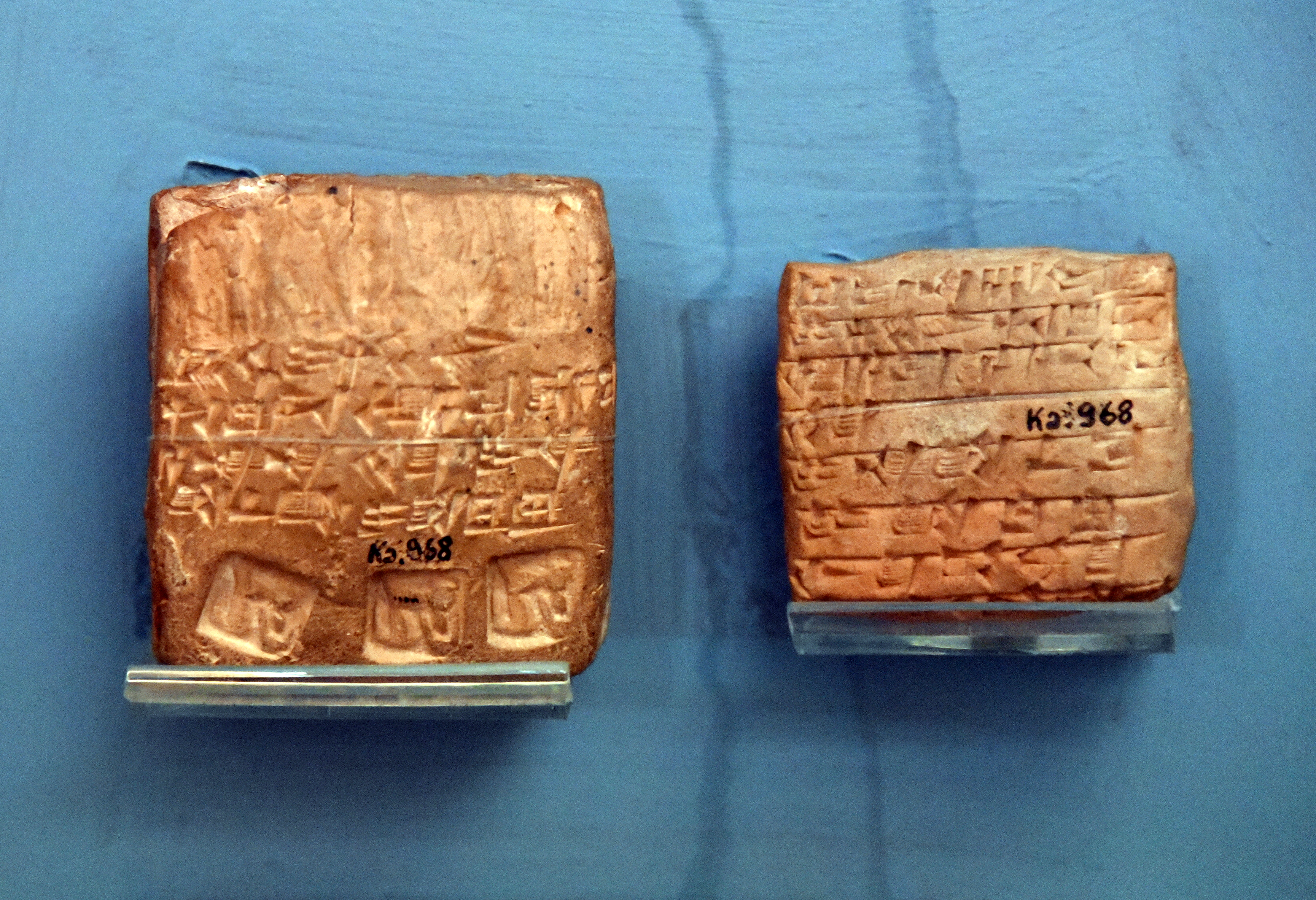
キュルテペから発見された古アッシリア語の楔形文字文書。銀による法的な債務証書に関するもの。

古アッシリア時代の住民の大半は国際交易に関与していたと見られ、その大部分は家業として組織されていた。家族構成員には実行するべき業務があり、職業的な関係は家族の紐帯の上に成り立っていた。このことはまた交易事業に言及する際に使用される語彙にも反映されていた。しばしば根拠地のアッシュルに留まり商業植民地に直接赴くことのなかった事業主（the boss）は一般的にabum（父）と呼ばれ、そのパートナーはaḫum（兄弟）、従業員はṣūḫārū（若者）と呼ばれた。事業体（企業）はbētum（家）と呼ばれることが多かった。雇用契約書その他の記録からわかる国際交易活動の参加者には担夫、案内人、ロバの御者、取次、交易業者、パン屋、銀行屋など数多くの異なる職業の人々がいた。家族経営の事業では通常、長男がキュルテペやその他の商業植民地に移住し、父親がアッシュルの家に残った。もし他にも息子がいた場合は彼らも商業植民地に住むことが可能であり、商品自体の運搬を手伝うことが多かった。女性たちも、特に男性親族が売却する商品である織物と反物の作成を通じて事業の一翼を担っていた.。これらの織物・反物の金・銀による売上は女性自身が受領しており、また多くの取引において夫や父親を代表することができた。息子たちは、父親の死後には父の事業を引き継ぐか自らの事業を新たに立ち上げるかを選択した。
キュルテペで発見された最も一般的な粘土板文書は商業植民地のアッシリア人のコミュニティ内部、またはアッシリア人交易商と現地人の間の融資契約である。非営利の融資は大抵は少量の銀が利子付きで貸し出されるものであった。この貸付はアッシリア人向けですら年利30パーセントもの利息が設定されたが、商業植民地内の現地人にはそれ以上の利率が設定されていた。融資は普通（一般的には1年で）、短期間で返済する必要があり、融資を完済すると、請負業者が粘土板文書にその融資について記録し（領収書を添える場合もあった）返却することで確認が完了した。

#### 料理と食べ物

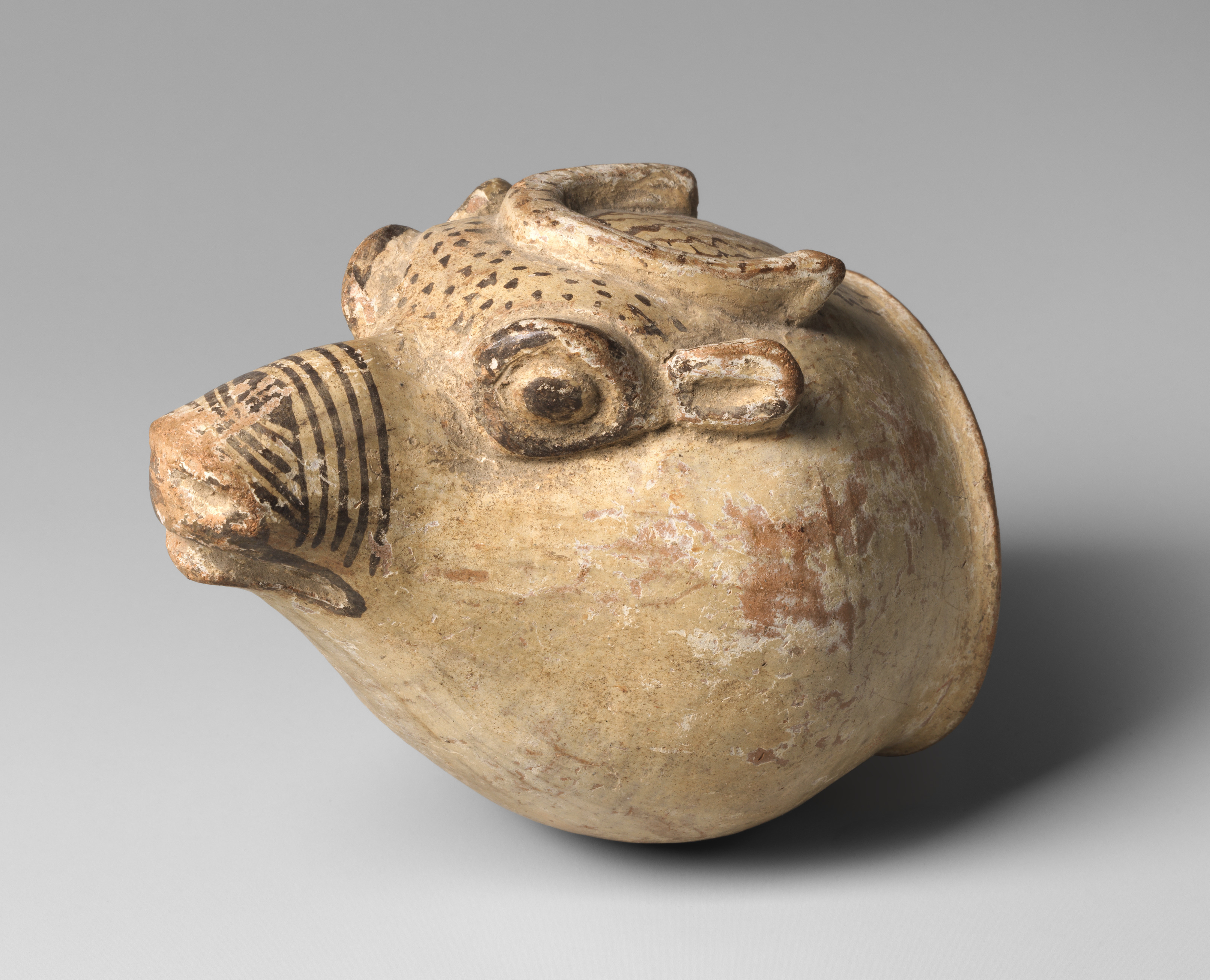
キュルテペで発見された古アッシリア時代の酒器。ヒツジの頭を象っている。

古アッシリア時代のアッシュル市民たちの食糧についての情報は極めて限られており、妻たちの手紙の中でのオオムギの購入とパン・ビールの準備について言及が全てである。基本的に食糧の準備は女性によって行われた。より詳細な食糧の記録はキュルテペの楔形文字記録の中に見出すことができ、ここからパンとビールが主食と主飲料（水も同様であるが、これは常識であったので通常は文書中で言及されない）であったことが立証できる。二種類のパンが食べられていた。1つはサワードウのパンであり、もう1つは水と小麦粉だけで作られたパンである。動物の脂肪と胡麻油が料理に使われた。味を良くするため、蜂蜜を加えて甘味を足す場合もあった。一般的な香料とスパイスは塩、クミン、コリアンダー、マスタードであった。グリルした肉やシチューもまた食べられており、ヒツジ、ウシ、ブタ、エビ、魚もアッシリア人に食べられていたという記録もある。動物は家で屠られることが多かったが、アッシュルや交易路沿いで交易業者からプレカットされた肉を購入することもできた。
ビールと水が主飲料であったが、現存する文書からワインが高級品であったことがわかる。ワインはアッシリア語ではkerānum、また稀にはkarānumと呼ばれていた。南アナトリアやユーフラテス側沿い、タウラス山脈のようなブドウの産地もあったが、主としてカッパドキアで育つブドウからワインが作られた。アッシリア人はビールを飲むときには砕いたオオムギで作ったビールパンも食べることが多かった。特定の状況ではビールを消費することは形式化されていた。キュルテペで見つかった楔形文字文書からは古アッシリア時代の交易商人は動物を購入した時、旅を終えた時、川を渡った時、そして重要な役人との会合を準備する際にビールを購入し消費した。警備兵や通行料を担当する役人（toll officials）は金銭だけではなくビールなどを贈り物として定期的に授受していたのは明らかである。ワインは神に誓いをたてる場合など、ある種の儀式において使用されたと見られる。

### 言語

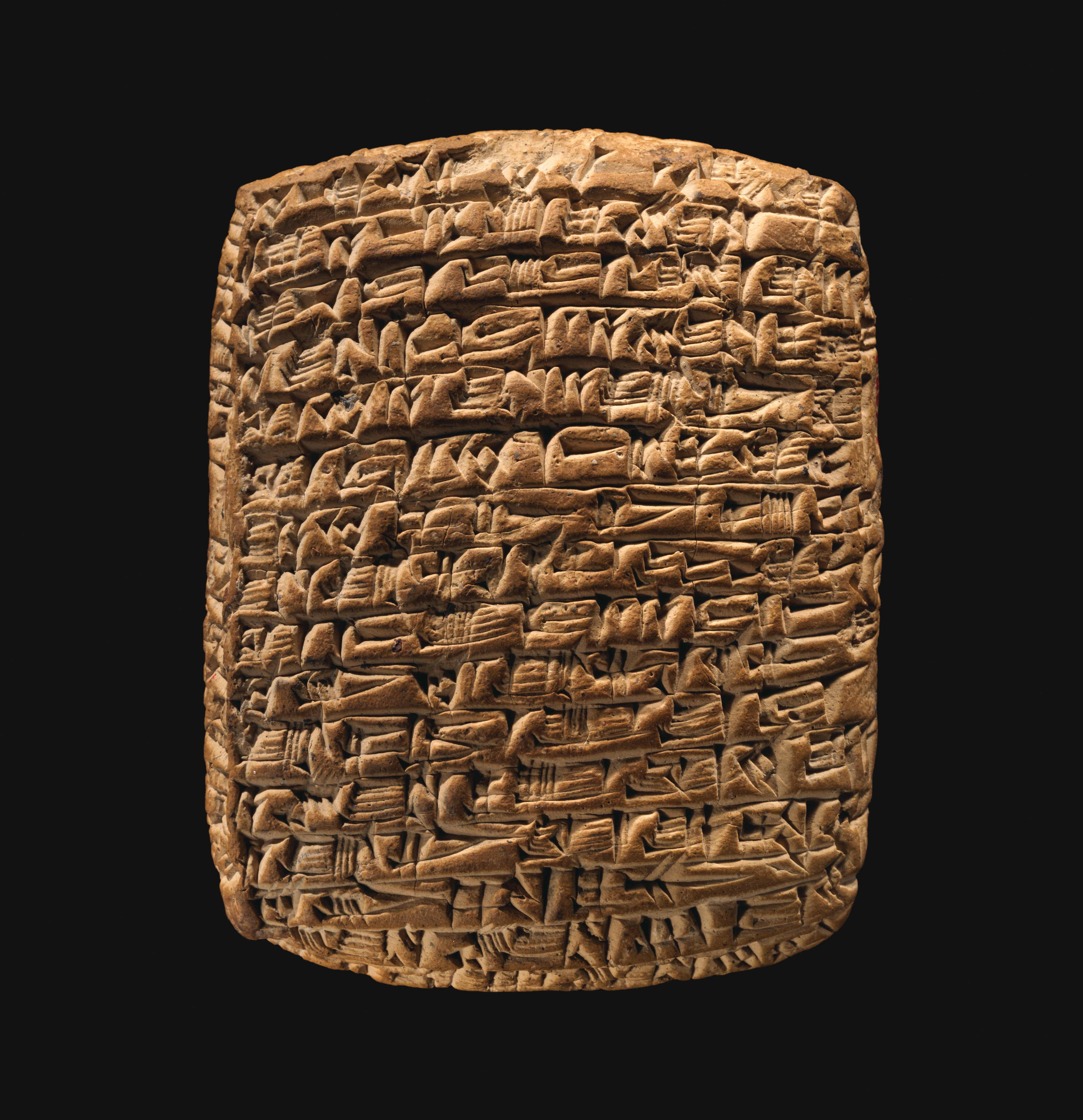
キュルテペで発見された古アッシリア語の粘土板文書。個人的な手紙を含む。

中央アナトリアで発見されるアッシリアの粘土板に刻まれた言語は通常、古アッシリア語（Old Assyrian）と呼ばれるセム語の1つであり（即ち、ヘブライ語やアラビア語と関係がある）、南メソポタミアで使用されていたバビロニア語と密接な関係がある。現代の学者たちは通常、アッシリア語とバビロニア語をいずれもアッカド語の方言であるとみなしている。しかし、この分類は現代の慣例であり、古代の人々はアッシリア語とバビロニア語は2つの異なる言語とみなしていた。バビロニア語だけがアッカドゥーム（アッカド語、akkadûm）と呼ばれ、アッシリア語はアッシュルー（aššurû）ないしアッシュラーユ（aššurāyu）と呼ばれた。両者とも楔形文字を用いて書かれたが字形はかなり異なっており、比較的容易に見分けることができる。地理的には古アッシリア語の使用が確認できるのはアッシュル市とキュルテペ、およびアッシリア人商人の一時的な居留場所と推定される遺跡のみである。エシュヌンナで発見された書簡の言語は基本的に古バビロニア語の方言に分類されるが、部分的に古アッシリア語の影響も見られ境界的な特徴を持っている。
古アッシリア語の文書は基本的に古アッシリア時代の初期、つまり前18世紀から始まる「暗黒時代」より前のものに限られている。当時古アッシリア語の表記に使われた楔形文字の大半は中アッシリア時代や新アッシリア時代のものほど複雑ではなく、数も150-200種を越えない程度と少ない。そして大部分は音節文字（古アッシリア語の音節を表す）であった。手紙にはぎこちない形状の文字や綴り間違いがあることもあり、現存する古アッシリア語の文書の大部分は（雇われた書記ではなく）本人たちによって書かれたものと見られる。女性によって書かれた手紙の存在から、少なくとも一部の女性は読み書きができたことが確認できる。古アッシリア語は文字の数が少なかったため、古アッシリア語は後代の言語に比べて比較的解読が容易であるが、文字の数が限られているということは同一の綴りに対して複数の異なる音価や読み方が存在することも意味する。このため、解読こそ容易であるが、多くの研究者は古アッシリア語自体に座りの悪さ（uncomfortable）を感じている。古アッシリア語は後世のアッシリア語の古形であるが、後代には確認できない複数の単語が含まれている。こうした単語のあるものは後代の単語の古形であり、別のものはアナトリア産の様々な織物や食品の名称である。

### 暦
初期のエジプト人やアラブ人が使用した暦のように、古アッシリア、および中アッシリア時代の歴は12か月から成り、それぞれに3つの星座が割り当てられていた（1つの星座が10日間に対応する）アッシリアでは各月はAb sharrāni、Khubur、Ṣippum、Qarrātum、Tanmarta、Ti'inātum（Sîn）、Kuzallu、Allanātum、Bēlti-ekallim、Narmak Ashur sha sarrātim、Narmak Ashur sha kinātim、Makhur ilīと名付けられていた。これらの名前のいくつかが、この暦が天文学的な起源を持つことを示している。例えば、Tanmartaはシリウスのヘリアカル・ライジングを指す言葉でもあり、Bēlti-ekallimもまた空において恒星ベガによって象徴される女神の名前でもある。最後の月Makhur ilīは「神々の会合」を意味する。これは恐らくこの時期に発生する月とプレアデス星団の合を表象したものである。アッシリアの暦は農民が畑を耕す秋、9月23日（秋分）から12月21日（冬至）までの間のどこかから始まったであろう。
古アッシリアおよび中アッシリア時代の暦は問題がなかったわけではない。ḫamuštumとよばれる閏週（extra week）を12個ある30日月に追加する必要があった。これは通常は4年に1度、閏月を加えることで実施されていたと見られる。さらにリンム年は常に年初から切り替わるわけではなく、恒星に観測される事象とリンム年の切り替わりが一致させられることがしばしばあった。もしリンムが月の半ばで退任した場合、次のリンムもその月に着任した。これは同一の月が繰り返される場合があったことを意味する。これらの諸問題の結果、時間がたつにつれ実際の季節は120年につき1か月の速度でアッシリアの暦を逆行する方向にずれていった。中アッシリア時代に入っていた前13世紀、シャルマネセル1世は各月を元来意図されていた位置に戻し、暦を正しく調整しなければならなかった。

## 宗教

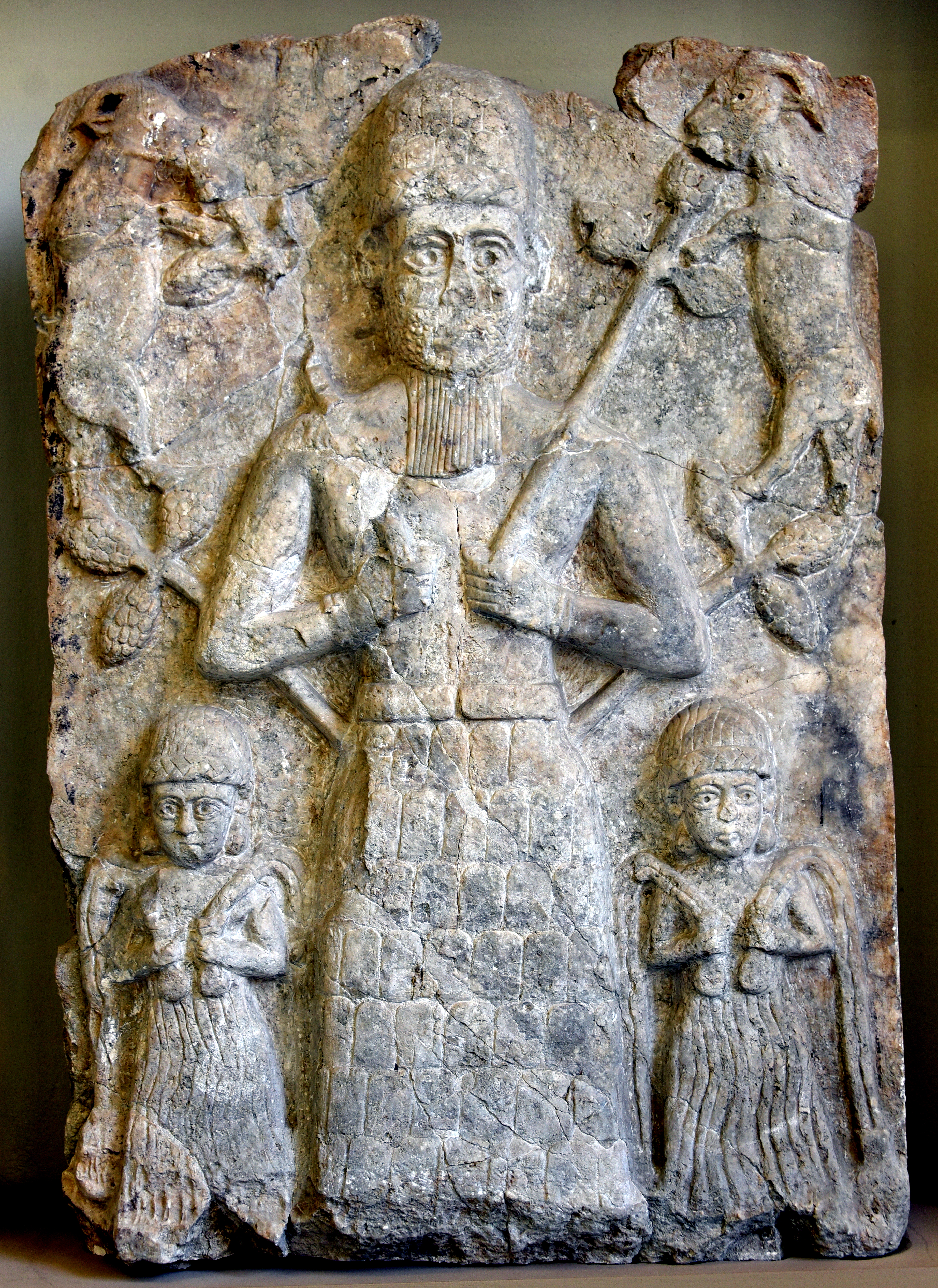
アッシュル市の壁面浮彫。前2000年-前1500年。恐らくアッシュル神と思われる神を描いている。両脇には2柱の水神と2頭のヒツジがいる。

アッシリア人は南メソポタミアのバビロニア人と同一のパンテオンに属する神々を崇拝していた。古アッシリア時代の文書は主として交易に関するものであり、古アッシリア時代の宗教については後の時代ほど詳細にわかっていない。古アッシリア時代のアッシュル市の都市神は後の時代もそうであったようにアッシリアの国家神アッシュルであった。現代の歴史学者は一般に神アッシュルと都市アッシュルを呼び分けているが、古代においては両者とも全く同一の綴り（Aššur）で書かれた。古アッシリア語の文書ではアッシュル市とアッシュル神を区別していないことがあるため、アッシュルという神は擬人化された都市アッシュル自体が神格化されたものであると考えられている。恐らくアッシュル市が置かれた土地は都市建設以前から聖所であり、戦略的に重要な立地から定住が進んだ。そして初期アッシリア時代の間にそれ自体が徐々に神格化され遂には神となった。神としてのアッシュルの役割は移ろいやすく、アッシリア人たちの文化や政治の変化に伴って変化した。後世のアッシュル神は遠征においてアッシリア王たちを導く戦争の神であると考えられていたが、古アッシリア時代には農耕と関連付けて死と再生の神とみなされていた。
アッシュルの主たる権能には正義もあった。法廷において虚偽の証言をしたり不公平な判決を出したものは「アッシュルの短剣（Patrum ša Aššur）」によって打ち倒されると信じられていた。この剣はアッシリア人が誓いをたてることが要求された武器である。女性もまた「イシュタルのタンバリン（huppum）」の上に誓いをたてた。これらの神具は両方ともアッシュルにおける物理的な神の象徴であったかもしれない。アッシュル市のアッシュル神殿と商業植民地のアッシュル神殿には明らかにアッシュルの神像とこの神の象徴となる神具があった。これは現存するある文書においてキュルテペのアッシュル神殿に泥棒が押し入りアッシュルの短剣とアッシュルの胸に置かれていた太陽円盤が盗まれたことが書かれていることからわかる。

アッシュル神は現存する古アッシリア語の文書と碑文で頻繁に言及される。キュルテペのアッシリア語文書ではアッシリア人が「御都市と君侯（the City and the prince）」または「御都市と主（the City and the lord）」の下に誓いをたてており、この「君」と「主」は恐らくアッシュルを意味するであろう。いくつかの文書ではアッシュルにいる家族がキュルテペの商人たちに向けて、アッシュルに戻り「来たりてアッシュルの目を見る」または「アッシュルの足を掴む」べきであると書いている。これは全ての商業植民地にアッシュル神に捧げられた聖域が置いてあった上でも、アッシュル神がその臣下に対して儲けのためだけに過渡に長期間アッシュル市を離れることを認めなかったことを示唆している。女性たちは明らかに宗教に大きな関心を持っており、アッシュル神に供物を作り、貢物を捧げ、そして夫たちに彼らがアッシュル神に対する義務を果たすよう釘を指していたことが記録されている。ある文書では2人の女性が有力な交易商であるイムドゥ・イルム（Imdu-ilum）に対して次のようなメッセージを書いている。
アッシュル神はあなたに繰り返し警告されています。あなたは金を愛している。（しかし）あなたの魂を無視しています。御都市においてアッシュルの意思を実行できないのですか！急ぎなさい！この伝達を聞いたら来たりてアッシュルの目を見て、あなたの魂を救いなさい！

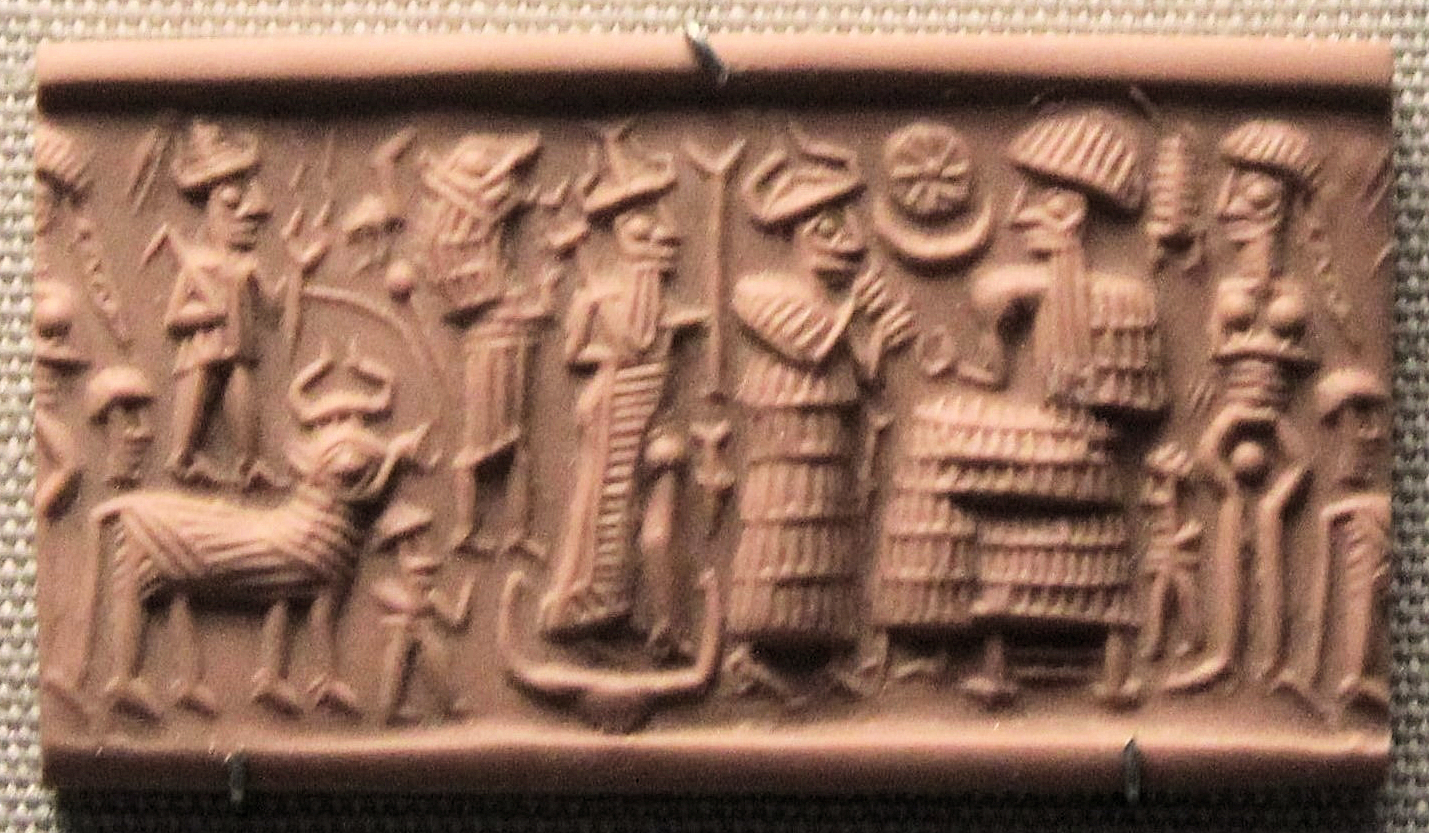
円筒印章の印影。3柱の神が座す人物（恐らくは王）に近づいている。稲妻を持ち雄牛の後ろに立つ嵐の神、三日月のスタンダードを持ち船の上に立つ月神、そして仲介の女神である。古アッシリア時代、前1920年頃-前1740年頃。大英博物館 ME 22963。

アッシュル神の他に古アッシリア時代にアッシリア人によって崇拝されていた主要な神にはシュメルの天候神エンリルがいる。恐らくこれはフルリ人のパンテオンにおいて天候神が重要な役割を持っていたからであろう。エンリル以上に目立つのはセム人の天候神アダドであり、古アッシリア時代の判明している個人の人名には10人に1人の割合でこの神の名前が組み込まれている。アダドと並んで重要であったのは月神シン（シーン）であり、この神の名前も10人に1人の割合で古アッシリア時代のアッシリア人の人名に組み込まれている。またシンは後の時代にはアッシリア王族の主たる守護神の1柱となる。シンという神名を含む人名は一般的なものであったが、「ラバン（Laban）」という名前がいくつか古アッシリア時代の人名に現れており、これは「シン」が「ラバン」という名前の下で崇拝されることもあったことを示している。アッシリア以外ではラバンという神名は現代のレバノン地方において使用されていた。他の重要な神は女神イシュタルであり、初期アッシリア時代以前から崇拝されていた。そして恐らくこの女神は元来この地で崇拝されていた神であった。
古アッシリア時代の純粋に宗教的背景を持つ文書（即ち、他の文書における間接的な言及ではないもの）はほとんど見つかっていない。この時代のアッシリアの宗教文書には、天空神アヌの娘であるが、その邪悪な企みのためにアヌによって大地に投げ落とされたというある邪悪な悪魔を描写した詩などがある。この悪魔は人類にとって有益な存在であり、神々の意思に反する態度を持つものを攻撃し、ライオンのような危険な動物の力を弱めたという。明確に商業活動に関連する他の文書には隊商を待ち伏せする黒い犬の姿をした悪魔についてのものがある。この悪魔は恐らく何らかの形で水神エンキと関係があり、喉の渇きを具現化したものであったかもしれない。